# Shogi
Shogi (将棋 (tướng kỳ) shōgi,  tiếng Nhật: [ɕoːɡi], nghĩa đen: cờ tướng) hay còn gọi là Cờ tướng Nhật Bản, là một loại cờ phổ biến tại Nhật Bản. Trò chơi trí tuệ này rất được ưa chuộng tại Nhật Bản, được xem là có chung nguồn gốc với cờ vua, cờ tướng (Trung Quốc), makruk, janggi từ trò chơi chaturanga của Ấn Độ..
Môn cờ này độc đáo với nước thả quân: quân đã bị bắt có thể được đưa lại vào bàn cờ bởi người bắt nó. Luật thả quân này được cho là đã được phát minh vào thế kỷ XV, có thể liên quan đến hiện tượng lính đánh thuê khi bị bắt thì đổi phe thay vì bị xử tử ở thời kỳ này.

Trò chơi chaturanga - tổ tiên của shogi - xuất phát từ Ấn độ từ thế kỷ VI, có lẽ đã được truyền bá qua Trung Quốc hoặc Hàn Quốc và đến Nhật Bản khoảng sau thời kỳ Nara. Shogi với luật chơi như ngày nay bắt đầu hoàn thiện từ khoảng thế kỷ XVI; trước đó biến thể shogi không có luật thả quân đã được ghi chép lại từ năm 1210 trong tập bách khoa thư Nichureki (二中歴 (Nhị Trung Lịch)).

## Bàn cờ và quân cờ

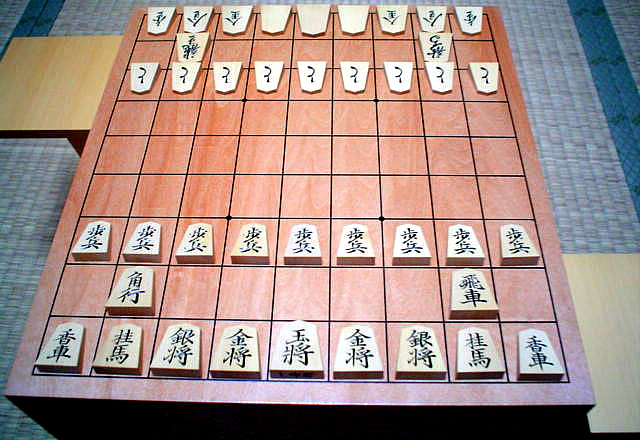
Các quân cờ shogi (駒, koma) xếp trên bàn cờ shogi (将棋盤, shōgiban) truyền thống. Các quân cờ ở bên kia bàn cờ được lật ngược thể hiện mặt phong cấp. Hai chiếc bàn nhỏ ở hai bên bàn cờ là komadai (駒台), dùng để đặt các quân cờ đã bị bắt. Bàn cờ được làm từ gỗ nguyên khối dày để tiện cho người chơi ngồi bệt trên thảm tatami, bên dưới bàn cờ có đục lỗ để tạo âm thanh dễ chịu khi đập quân cờ lên bàn cờ.

Hai người chơi ngồi đối diện nhau, người đi trước gọi là bên Tiên (先手 (tiên thủ) sente, "người đi trước"), người đi sau gọi là bên Hậu (後手 (hậu thủ) gote, "người đi sau"), trên một bàn cờ hình chữ nhật gồm có 9 hàng (段 (đoạn) dan) và 9 cột (筋 (cân) suji) tạo thành 81 ô vuông. Khác với cờ vua, các ô trên bàn cờ shogi không có phân biệt gì về màu sắc. Ở giữa bàn cờ có đánh dấu 4 điểm sao để đánh dấu vùng phong cấp của hai bên.
Trong biên bản ván cờ sử dụng ký hiệu hình quân cờ shogi màu đen (☗) cho bên Tiên và màu trắng (☖) cho bên Hậu (điều này có thể là do ảnh hưởng của cờ vây), do đó đã dẫn đến cách gọi Tiên là bên Đen (Black), Hậu là bên Trắng (White) ở cả cộng đồng shogi quốc tế và Việt Nam. Tuy nhiên về bản chất đây là cách gọi không chính xác, bởi lẽ quân cờ hai bên đều cùng màu với nhau. Do đó trong thời gian gần đây, cộng đồng shogi quốc tế đã chuyển về cách gọi gốc trong tiếng Nhật là Sente và Gote.
Mỗi người chơi điều khiển 20 quân cờ hình nêm ngũ giác, có kích thước khác nhau đôi chút. Trừ hai quân Vua, các quân cờ của hai bên không có dấu hiệu hay màu sắc khác nhau để phân biệt. Thay vào đó, các quân cờ hướng về phía trước bằng cách hướng mũi nhọn về phía đối phương, nhìn hướng của quân sẽ biến quân đó của bên nào. Các quân cờ của mỗi bên bao gồm:
- 1 Vua
- 1 Xe
- 1 Tượng
- 2 Vàng (Tướng vàng)
- 2 Bạc (Tướng bạc)
- 2 Mã
- 2 Thương
- 9 Tốt

Những tên gọi quân cờ trên đây được CLB Shogi Việt Nam (chi nhánh của Liên đoàn Shogi Nhật Bản tại Việt Nam) dịch và thống nhất sử dụng dựa trên thói quen của cộng đồng người chơi cũng như tương quan với các môn cờ phổ biến khác tại Việt Nam, do đó không phải là cách dịch sát nghĩa so với tên quân cờ trong tiếng Nhật.
Mỗi quân có tên gồm 2 chữ Hán thường được khắc trên mặt quân bằng mực đen. Trên mỗi mặt trái của quân, trừ quân Vua và quân Vàng, là một hay hai chữ khác (trong các bộ quân dành cho người mới chơi thường được khắc bằng mực đỏ để dễ phân biệt), thường được viết theo kiểu chữ thảo, dùng để chỉ ra là quân này đã được phong cấp.
Ở những bộ quân cờ cao cấp, mặt lưng của hai quân Vua (mặt hướng về phía người chơi khi quân cờ đặt trên bàn) sẽ khắc thêm nội dung liên quan đến kiểu thư pháp được sử dụng trên quân cờ cũng như nghệ nhân khắc bộ quân cờ đó.
Sau đây là bảng tên gọi các quân cờ trong tiếng Nhật và tên gọi tương ứng trong tiếng Việt. Tên viết tắt được dùng trong ghi chép biên bản ván cờ (kỳ phổ) và cũng thường được sử dụng khi bình luận cờ.

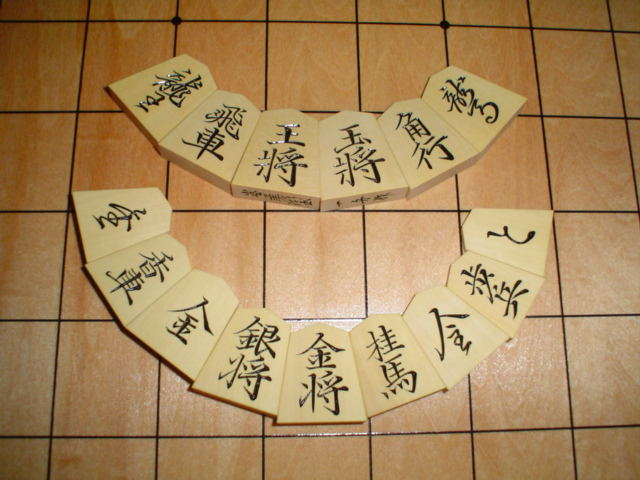
Các quân cờ shogi. Hàng trên, từ trái sang phải: Xe rồng, Xe, Vua (Vương), Vua (Ngọc), Tượng, Tượng rồng. Hàng dưới, từ trái sang phải: Thương phong cấp, Thương, Bạc phong cấp, Bạc, Vàng, Mã, Mã phong cấp, Tốt phong cấp, Tokin.

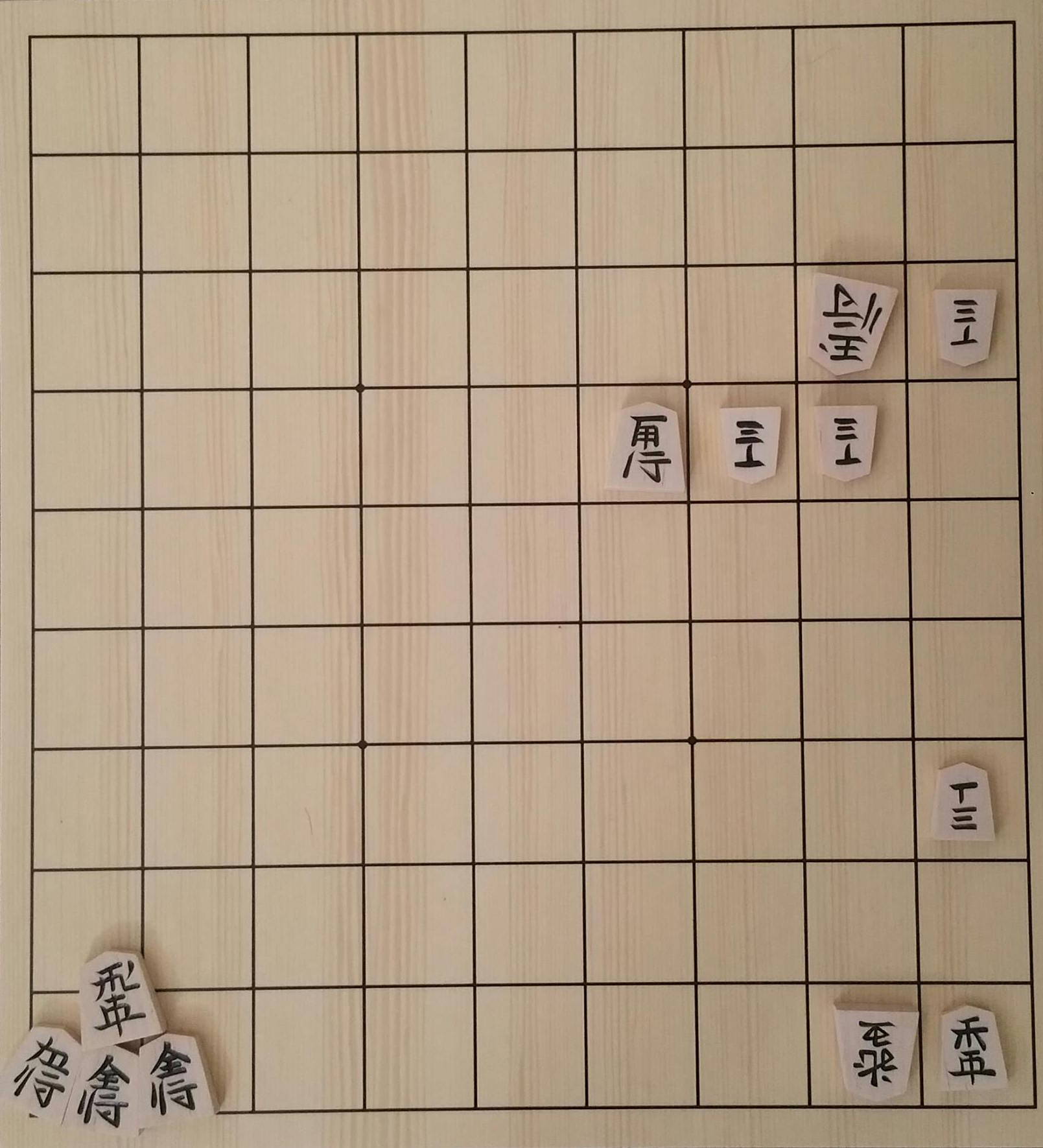
Một bộ quân cờ có chữ viết bị bớt nét so với thông thường. Trên bàn cờ đang thể hiện thế tsumeshogi (bài tập chiếu hết) trong vòng 7 nước. Tiên có Tượng ở 44, Tốt ở 17, Thương ở 19 và 1 Xe, 2 Vàng, 2 Bạc trên tay. Hậu có Tốt ở 13, 24, 34, Vua ở 23 và Xe rồng ở 29 (cũng như các quân còn lại trên tay).

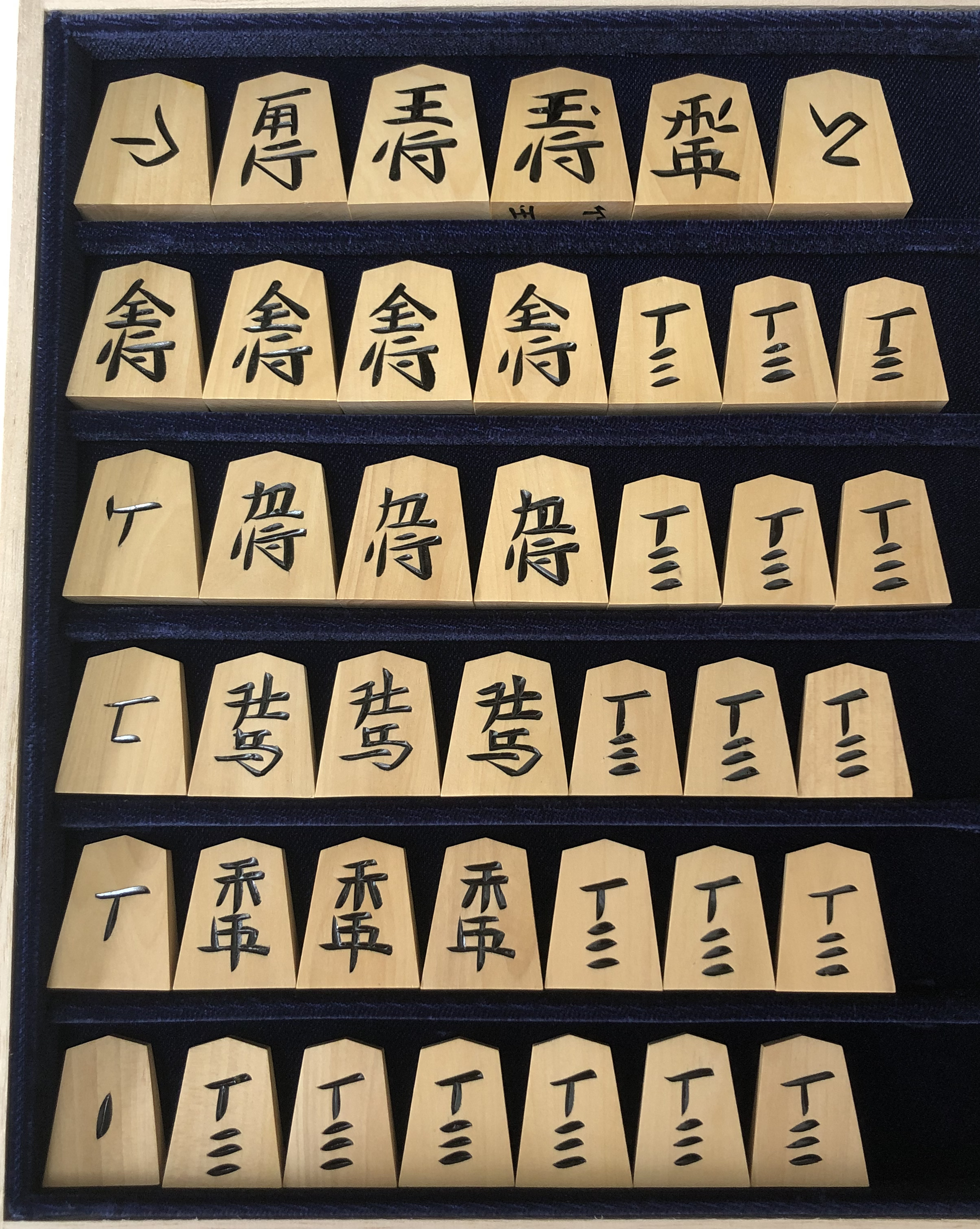
Các quân cờ có chữ viết ở dạng kurobori (黒彫). Đây là kiểu chữ viết bị bớt nét nhiều so với quân cờ tiêu chuẩn và do đó có giá thành thấp hơn.

| Tên tiếng Việt                       | Hình ảnh quân cờ | Kanji | Rōmaji         | Hán - Việt  | Nghĩa đen       | Ký hiệu viết tắt | Ký hiệu viết tắt | Ký hiệu viết tắt | Ký hiệu Betza |
| ------------------------------------ | ---------------- | ----- | -------------- | ----------- | --------------- | ---------------- | ---------------- | ---------------- | ------------- |
| Vua                                  |                  | 王将  | ōshō           | Vương Tướng | Tướng (của) vua | V                | 王               | ō                | K             |
| Vua                                  |                  | 玉将  | gyokushō       | Ngọc Tướng  | Tướng ngọc      | V                | 玉               | gyoku            | K             |
| Xe                                   |                  | 飛車  | hisha          | Phi Xa      | Xe bay          | X                | 飛               | hi               | R             |
| Xe phong cấp (Xe rồng/Long vương)    |                  | 竜王  | ryūō           | Long Vương  | Xe rồng         | +X               | 龍 hoặc 竜       | ryū              | FR            |
| Tượng                                |                  | 角行  | kakugyō        | Giác Hành   | Đi chéo         | Tg               | 角               | kaku             | B             |
| Tượng phong cấp (Tượng rồng/Long mã) |                  | 竜馬  | ryūma or ryūme | Long Mã     | Ngựa rồng       | +Tg              | 馬               | uma              | WB            |
| Vàng (Tướng vàng)                    |                  | 金将  | kinshō         | Kim Tướng   | Tướng vàng      | Vg               | 金               | kin              | WfF           |
| Bạc (Tướng bạc)                      |                  | 銀将  | ginshō         | Ngân Tướng  | Tướng bạc       | B                | 銀               | gin              | FfW           |
| Bạc phong cấp                        |                  | 成銀  | narigin        | Thành Ngân  | Bạc phong cấp   | +S               | (全)             | —                | WfF           |
| Mã                                   |                  | 桂馬  | keima          | Quế Mã      | Ngựa quế        | M                | 桂               | kei              | ffN           |
| Mã phong cấp                         |                  | 成桂  | narikei        | Thành Quế   | Quế phong cấp   | +M               | (圭 hoặc 今)     | —                | WfF           |
| Thương                               |                  | 香車  | kyōsha         | Hương Xa    | Xe hương        | Th               | 香               | kyō              | fR            |
| Thương phong cấp                     |                  | 成香  | narikyō        | Thành Hương | Hương phong cấp | +Th              | (杏 hoặc 仝)     | —                | WfF           |
| Tốt                                  |                  | 歩兵  | fuhyō          | Bộ Binh     | Lính đi bộ      | T                | 歩               | fu               | fW            |
| Tốt phong cấp (Tokin)                |                  | と金  | tokin          | Kim         | Vàng            | +T               | と (hoặc 个)     | to               | WfF           |

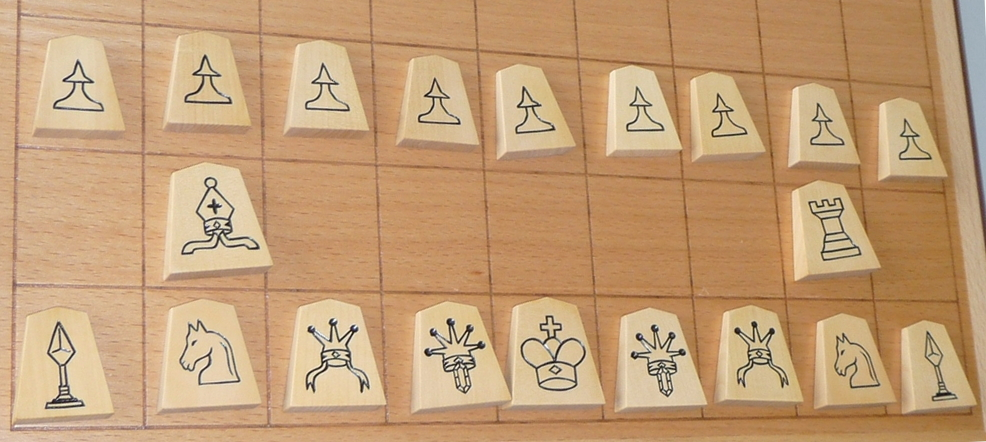
Ví dụ một bộ quân cờ shogi "quốc tế hóa". Các quân cờ sử dụng ký hiệu giống như trong cờ vua; quân cờ nào không có quân tương đương trong cờ vua sẽ có ký hiệu thể hiện nước đi của quân cờ đó (VD: ký hiệu của quân Bạc có hình vương miện và ruy-băng chỉ về hướng đi của quân này).

Cộng đồng người chơi shogi ở Việt Nam thường gọi Xe phong cấp và Tượng phong cấp lần lượt là Long vương và Long mã, theo tên tiếng Nhật của những quân cờ này. Tướng vàng và Tướng bạc được gọi tắt là Vàng và Bạc.
Chữ viết trên mặt phong cấp của quân cờ thường được viết theo kiểu chữ thảo. Trong các bộ quân cờ dành cho người mới chơi, mặt phong cấp được khắc bằng mực đỏ để dễ phân biệt. Chữ viết trên mặt phong cấp của các quân có dạng phong cấp đi như quân Vàng chính là những dị thể thảo thư của chữ 金 (HV: Kim) - với giá trị quân càng giảm thì chữ viết càng tắt và đơn giản hơn. Trong văn bản in, những ký tự thảo thư này có các dạng tương đương như sau: 全 - Bạc phong cấp, 今 - Mã phong cấp, 仝 - Thương phong cấp, và 个 - Tốt phong cấp. Một quy ước khác cho các văn bản in sử dụng chữ của giá trị gốc quân cờ nhưng bớt nét đi: 圭 - Mã phong cấp (桂), 杏 - Thương phong cấp (香), trong khi Bạc phong cấp vẫn sử dụng chữ 全, và chữ hiragana と được sử dụng cho quân Tokin.
Nhiều người cho rằng chữ Hán trên mặt quân đã làm nản lòng nhiều người không biết chữ Hán đến với shogi. Điều này đã dẫn đến việc một số người chơi shogi sáng tạo ra các loại quân cờ quân được phương Tây hóa, hoặc quốc tế hóa, bằng cách thay các chữ Hán khó đọc bằng các chữ viết tắt của các quân (K, R, B v.v.) hoặc bằng hình vẽ phỏng theo quân cờ vua. Tuy vậy chúng đều không phổ biến bằng các quân cờ chữ Hán truyền thống, bởi lẽ hầu hết người chơi đều có thể nhận dạng được mặt chữ trên quân cờ, phần vì các quân cờ có kích thước khác nhau trong đó quân nào mạnh hơn thì có kích thước lớn hơn. Các quân cờ vẽ hình ảnh động vật cũng được sáng tạo để trẻ em học chơi shogi, tiêu biểu là bộ cờ Dōbutsu shogi do kỳ thủ Kitao Madoka Nữ lưu Nhị đẳng sáng tạo.

## Xếp cờ và cách chơi

Thế cờ khởi đầu trong shogi. Bên Tiên (bên dưới bàn cờ) đi trước.

Ở thế khởi đầu, quân được bố trí ở 3 hàng dưới cùng của bàn cờ, hướng về phía đối phương (xem hình).
- Ở hàng dưới cùng:
  - Vua đặt ở giữa;
  - Hai quân Vàng đặt cạnh Vua;
  - Hai quân Bạc đặt cạnh Vàng;
  - Hai quân Mã đặt cạnh Bạc;
  - Hai quân Thương được đặt ở hai góc bàn cờ, cạnh hai Mã.

Như vậy hàng đầu tiên được xếp như sau:
| Th | M | B | Vg | V | Vg | B | M | Th |
Hoặc
| 香 | 桂 | 銀 | 金 | 玉 | 金 | 銀 | 桂 | 香 |
- Ở hàng thứ hai:
  - Quân Tượng ở tay trái người chơi, phía trên quân Mã trái;
  - Quân Xe ở tay phải người chơi, phía trên quân Mã phải.
- Ở hàng thứ ba xếp 9 quân Tốt.

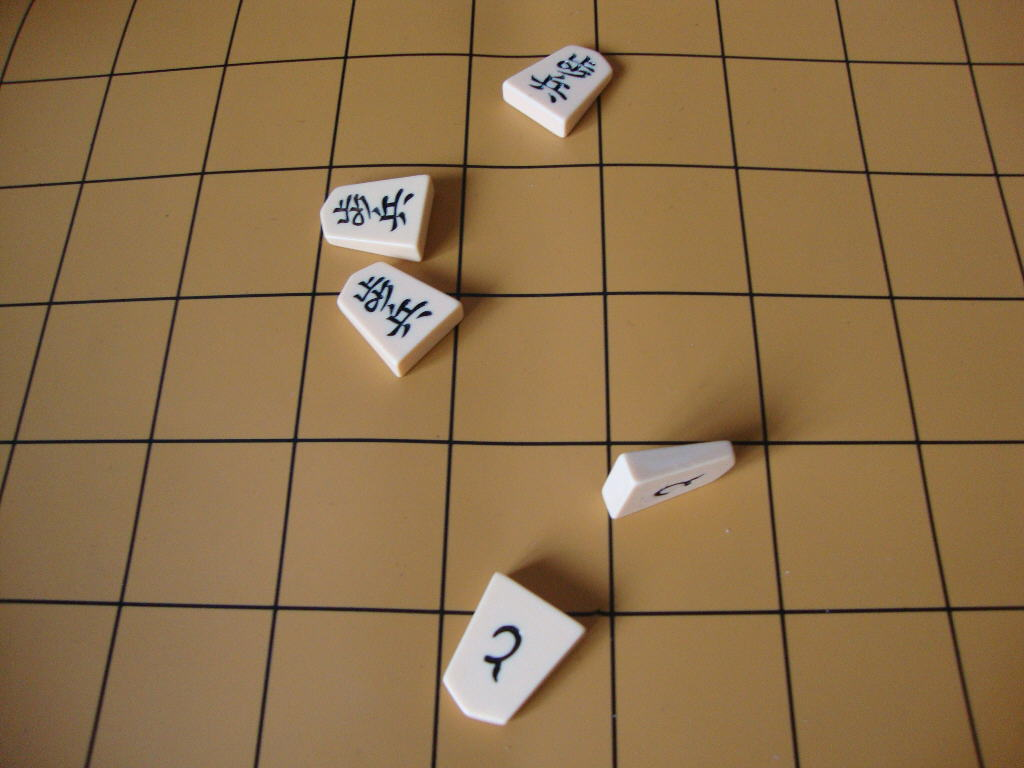
Nghi thức furigoma xác định người đi trước

Người đi trước sẽ được xác định bằng cách furigoma (振り駒 "tung quân cờ"), thực hiện như sau: Một trong hai người chơi (thường là người cầm Vương Tướng) cầm 5 quân Tốt, xóc lên và thả xuống một bề mặt phẳng bất kỳ. Nếu số Tokin (と) ngửa mặt nhiều hơn số Tốt (歩) ngửa mặt, người thực hiện furigoma sẽ cầm Hậu và ngược lại.
Sau khi furigoma, ván đấu bắt đầu. Nếu thi đấu nhiều ván liên tiếp nhau, sau mỗi ván hai bên sẽ đổi lượt đi cho nhau (bên trước đó cầm Tiên sẽ cầm Hậu và ngược lại). Trong mỗi lượt, người chơi có thể di chuyển quân cờ trên bàn cờ (và có thể phong cấp nó, hoặc bắt quân đối phương, hoặc cả hai) hoặc thả quân đã bắt trước đó của đối phương trở lại bàn cờ. Những nước đi này sẽ được giải thích rõ hơn ở phần sau.

## Luật chơi

### Mục đích
Giống như những bộ môn cùng nguồn gốc từ Chaturanga khác, mục đích của một ván shogi là chiếu hết quân Vua của đối phương.

### Cách đi quân
Đa số quân cờ trong shogi chỉ có thể đi được đến những ô liền kề nó. Một số quân cờ có thể đi tầm xa khắp bàn cờ. Mã có thể nhảy qua đầu các quân khác.
Thương, Xe và Tượng là các quân viễn chiến: những quân này có thể di chuyển số ô tùy ý dọc theo một đường thẳng đến khi gặp quân cản hoặc rìa bàn cờ. Nếu quân cản là quân đối phương, có thể bắt quân này ra khỏi bàn cờ và thế chỗ bằng quân bắt. Nếu quân cản là quân mình, quân di chuyển phải dừng lại ở ô liền kề quân cản; nếu quân mình nằm ngay cạnh quân di chuyển, nó không thể di chuyển theo hướng đó.
|  |   |    |   |  |
|  | ○ | ○  | ○ |  |
|  | ○ | 玉 | ○ |  |
|  | ○ | ○  | ○ |  |
|  |   |    |   |  |

| ╲ |   |    |   | ╱ |
|   | ╲ |    | ╱ |   |
|   |   | 角 |   |   |
|   | ╱ |    | ╲ |   |
| ╱ |   |    |   | ╲ |

|  |   |    |   |  |
|  | ○ | ○  | ○ |  |
|  |   | 銀 |   |  |
|  | ○ |    | ○ |  |
|  |   |    |   |  |

|  |  | │  |  |  |
|  |  | │  |  |  |
|  |  | 香 |  |  |
|  |  |    |  |  |
|  |  |    |  |  |

|  |   |    |   |  |
|  | ○ | ○  | ○ |  |
|  | ○ | 玉 | ○ |  |
|  | ○ | ○  | ○ |  |
|  |   |    |   |  |

| ╲ |   |    |   | ╱ |
|   | ╲ |    | ╱ |   |
|   |   | 角 |   |   |
|   | ╱ |    | ╲ |   |
| ╱ |   |    |   | ╲ |

|  |   |    |   |  |
|  | ○ | ○  | ○ |  |
|  |   | 銀 |   |  |
|  | ○ |    | ○ |  |
|  |   |    |   |  |

|  |  | │  |  |  |
|  |  | │  |  |  |
|  |  | 香 |  |  |
|  |  |    |  |  |
|  |  |    |  |  |

|   |   | │  |   |   |
|   |   | │  |   |   |
| ─ | ─ | 飛 | ─ | ─ |
|   |   | \| |   |   |
|   |   | \| |   |   |

|  |   |    |   |  |
|  | ○ | ○  | ○ |  |
|  | ○ | 金 | ○ |  |
|  |   | ○  |   |  |
|  |   |    |   |  |

|  | ☆ |    | ☆ |  |
|  |   |    |   |  |
|  |   | 桂 |   |  |
|  |   |    |   |  |
|  |   |    |   |  |

|  |  |    |  |  |
|  |  | ○  |  |  |
|  |  | 歩 |  |  |
|  |  |    |  |  |
|  |  |    |  |  |

|   |   | │  |   |   |
|   |   | │  |   |   |
| ─ | ─ | 飛 | ─ | ─ |
|   |   | \| |   |   |
|   |   | \| |   |   |

|  |   |    |   |  |
|  | ○ | ○  | ○ |  |
|  | ○ | 金 | ○ |  |
|  |   | ○  |   |  |
|  |   |    |   |  |

|  | ☆ |    | ☆ |  |
|  |   |    |   |  |
|  |   | 桂 |   |  |
|  |   |    |   |  |
|  |   |    |   |  |

|  |  |    |  |  |
|  |  | ○  |  |  |
|  |  | 歩 |  |  |
|  |  |    |  |  |
|  |  |    |  |  |

| Ký hiệu |                                                                     |
| ○       | Di chuyển đến ô liền kề                                             |
| ☆       | Nhảy đến ô không liền kề, nhảy qua tất cả các quân cản              |
| │       | Di chuyển tầm xa dọc theo hướng chỉ định, vượt qua số ô trống tùy ý |
| ─       | Di chuyển tầm xa dọc theo hướng chỉ định, vượt qua số ô trống tùy ý |
| ╲       | Di chuyển tầm xa dọc theo hướng chỉ định, vượt qua số ô trống tùy ý |
| ╱       | Di chuyển tầm xa dọc theo hướng chỉ định, vượt qua số ô trống tùy ý |

Vua (玉/王) đi được 1 ô theo mọi hướng.
Xe (飛) có thể đi ngang dọc tùy ý cho đến khi gặp quân cản.
Tượng (角) có thể đi chéo tùy ý cho đến khi gặp quân cản. Do Tượng không thể đi thẳng, Tượng chưa phong cấp chỉ có thể kiểm soát một nửa bàn cờ, trừ khi bắt được Tượng đối phương và thả lại bàn cờ.
Vàng (金) đi ngang dọc 1 ô, hoặc đi chéo tiến 1 ô, như vậy có tổng cộng 6 cách đi. Vàng không thể đi chéo lùi.
Bạc (銀) đi chéo 1 ô, hoặc tiến thẳng 1 ô, như vậy có tổng cộng 5 cách đi. Như vậy Bạc chưa phong cấp có khả năng đi lùi cơ động hơn so với Bạc phong cấp, do đó thường để một Bạc chưa phong cấp ở phía đối phương. (Xem phần Phong cấp.)
Mã (桂) đi theo hình chữ L, có thể hình dung là đi tiến 1 ô và đi chéo tiến 1 ô trong cùng 1 nước đi. Như vậy Mã chỉ có 2 cách đi. So với Mã trong cờ vua, Mã trong shogi không thể đi ngang hay đi lùi. Mã là quân duy nhất có thể nhảy qua quân cản. Mã không bị cản bởi quân đứng giữa đường đi của nó, nhưng cũng không thể bắt quân này. Do đó thường sẽ hữu ích khi để một Mã chưa phong cấp ở phía đối phương. Tuy nhiên, Mã bắt buộc phải phong cấp nếu nó đi đến một trong hai hàng cuối bàn cờ. (Xem phần Phong cấp.)
Thương (香) đi như Xe nhưng không thể đi ngang hay đi lùi. Do đó thường sẽ hữu ích khi để một Thương chưa phong cấp ở phía đối phương. Tuy nhiên, Thương bắt buộc phải phong cấp nếu nó đi đến hàng cuối bàn cờ. (Xem phần Phong cấp.)
Tốt (歩) đi thẳng 1 ô về phía trước. Tốt không thể đi lùi. Khác với Tốt trong cờ vua, Tốt trong shogi có cách bắt quân tương tự cách đi. Tốt bắt buộc phải phong cấp nếu nó đi đến hàng cuối bàn cờ. (Xem thêm phần Phong cấp.) Tuy nhiên trên thực tế, người ta thường phong cấp Tốt ngay khi có thể. Có 2 giới hạn về việc thả Tốt. (Xem phần Thả quân.)
Trừ Mã, các quân còn lại có thể đi ngang, đi dọc hoặc đi chéo. Trong cùng một nước đi không thể kết hợp những hướng đi này mà phải chọn 1 hướng nhất định.
Mọi quân đều có thể chặn không cho quân khác (trừ Mã) đi qua ô mình đang chiếm giữ.
Nếu một quân cờ chiếm giữ vị trí hợp lệ của quân đối phương, quân đối phương sẽ bị bắt ra khỏi bàn cờ và thay bằng quân bắt nó. Quân bắt không được đi tiếp quá ô bắt quân trong lượt đó. Cách bắt quân của các quân trong shogi tương tự cách đi quân.
Thông thường khi đi quân (hay bắt/thả quân), người chơi đập quân lên bàn cờ bằng đầu ngón tay đi quân để tạo tiếng động gây chú ý cho đối phương. Trên bàn cờ shogi gỗ truyền thống, âm thanh này có phần trầm và nhẹ nhàng hơn.

### Phong cấp
| 9  | 8  | 7  | 6  | 5  | 4  | 3  | 2  | 1  |    |
|    |    |    |    |    |    |    |    |    | 一 |
|    |    |    |    |    |    |    |    |    | 二 |
|    |    |    |    |    |    |    |    |    | 三 |
|    |    |    |    |    |    |    |    |    | 四 |
|    |    |    |    |    |    |    |    |    | 五 |
|    |    |    |    |    |    |    |    |    | 六 |
| 歩 | 歩 | 歩 | 歩 | 歩 | 歩 | 歩 | 歩 | 歩 | 七 |
|    | 角 |    |    |    |    |    | 飛 |    | 八 |
| 香 | 桂 | 銀 | 金 | 玉 | 金 | 銀 | 桂 | 香 | 九 |

Vùng phong cấp của một người chơi là 3 hàng cuối bàn cờ, tức là 3 hàng xếp quân của đối phương khi khởi đầu ván cờ. Vùng phong cấp thường được đánh dấu trên bàn cờ bằng 2 điểm sao. Khi đi quân, nếu một phần đường di chuyển của quân đó nằm trong vùng phong cấp (tức là nếu quân cờ di chuyển vào vùng phong cấp, ra khỏi vùng phong cấp hoặc bên trong vùng phong cấp; ngoại trừ khi quân cờ được thả vào vùng phong cấp – xem phần Thả quân), người chơi có quyền phong cấp quân cờ ở cuối nước đi này. Hành động phong cấp được thể hiện bằng việc lật ngược quân cờ, ngửa mặt phong cấp lên trên.
Thông thường phong cấp là không bắt buộc; tuy nhiên nếu Tốt hoặc Thương đi đến hàng cuối cùng, hoặc nếu Mã đi đến một trong hai hàng cuối cùng thì bắt buộc phải phong cấp (nếu không thì những quân này không thể di chuyển hợp lệ ở bất kỳ nước đi nào tiếp theo). Bạc không bao giờ bắt buộc phải phong cấp, và thường sẽ lợi hơn nếu giữ một Bạc không phong cấp (như vậy sẽ dễ rút lui một Bạc từ trại của đối phương hơn chẳng hạn, nếu Bạc đã phong cấp thì chỉ có 1 nước đi lùi và như vậy dễ bị cản lại hơn). Xe, Tượng và Tốt thường được phong cấp ngay khi có thể, do những quân này không bị mất nước đi ban đầu sau khi phong cấp.
| 9  | 8  | 7  | 6  | 5  | 4  | 3  | 2  | 1  |    |
|    |    |    |    |    |    |    |    |    | 一 |
|    |    |    |    |    |    |    |    |    | 二 |
|    |    |    |    |    |    |    |    |    | 三 |
|    |    |    |    |    |    |    |    |    | 四 |
|    |    |    |    |    |    |    |    |    | 五 |
|    |    |    |    |    |    |    |    |    | 六 |
| と | と | と | と | と | と | と | と | と | 七 |
|    | 馬 |    |    |    |    |    | 龍 |    | 八 |
| 杏 | 圭 | 全 |    |    |    | 全 | 圭 | 杏 | 九 |

Phong cấp một quân sẽ làm thay đổi cách đi của quân đó. Cách đi của các quân cờ đã phong cấp như sau:
- Bạc, Mã, Thương và Tốt sau khi phong cấp sẽ mất cách đi cũ và có cách đi của Vàng.
- Xe và Tượng giữ nguyên nước đi cũ và cộng thêm khả năng đi 1 ô theo mọi hướng (tức là thêm cách đi của Vua). Đối với Tượng rồng, điều này có nghĩa rằng bây giờ nó có thể di chuyển đến khắp bàn cờ.
- Vua và Vàng không phong cấp. Quân đã phong cấp rồi không thể phong cấp thêm.

Khi bị bắt khỏi bàn cờ, quân cờ trở về trạng thái chưa phong cấp. Ngoại trừ trường hợp đó ra, quân phong cấp không thể trở về trạng thái cũ được nữa.
Xe rồng/Xe phong cấp ("vua rồng", 龍王 ryūō; ký hiệu: 龍, 竜) có cách đi của Xe và của Vua. Quân cờ này còn được gọi là Long vương.
|   | \| \| \| │ \| \| \| \| \| ○ \| │ \| ○ \| \| \| ─ \| ─ \| 龍 \| ─ \| ─ \| \| \| ○ \| │ \| ○ \| \| \| \| \| │ \| \| \| |    |   |   |
|   | | │  |   |   |
|   | ○ | │  | ○ |   |
| ─ | ─ | 龍 | ─ | ─ |
|   | ○ | │  | ○ |   |
|   | | │  |   |   |

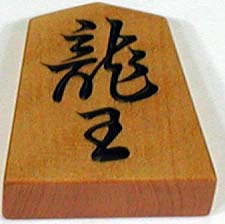
Xe rồng/Long vương

Tượng rồng/Tượng phong cấp ("ngựa rồng", 龍馬 ryūma; ký hiệu: 馬) có cách đi của Tượng và của Vua. Quân cờ này còn được gọi là Long mã.
|   | \| ╲ \| \| \| \| ╱ \| \| \| ╲ \| ○ \| ╱ \| \| \| \| ○ \| 馬 \| ○ \| \| \| \| ╱ \| ○ \| ╲ \| \| \| ╱ \| \| \| \| ╲ \| |    |   |   |
| ╲ | |    |   | ╱ |
|   | ╲ | ○  | ╱ |   |
|   | ○ | 馬 | ○ |   |
|   | ╱ | ○  | ╲ |   |
| ╱ | |    |   | ╲ |

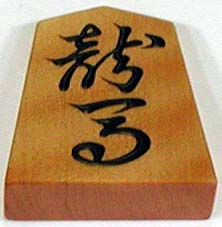
Tượng rồng/Long mã

Bạc phong cấp (成銀 narigin; ký hiệu: 全, dạng chữ thảo của 金), Mã phong cấp (成桂 narikei; ký hiệu: 圭, 今, dạng chữ thảo của 金), Thương phong cấp (成香 narikyō; ký hiệu: 杏, 仝, dạng chữ thảo của 金) và Tốt phong cấp (と金 tokin; ký hiệu: と, 个, dạng chữ thảo của 今) đều có cách đi của Vàng. Tốt phong cấp thường được gọi bằng tên gốc tiếng Nhật Tokin ở cả bên ngoài Nhật Bản.

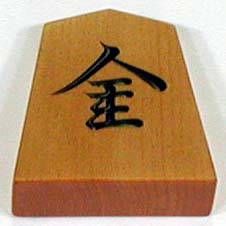
Bạc phong cấp

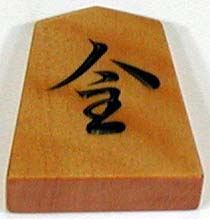
Mã phong cấp

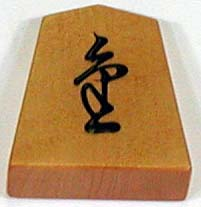
Thương phong cấp

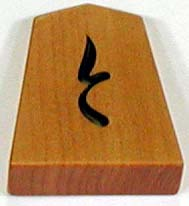
Tốt phong cấp/Tokin

|  |   |    |   |  |
|  | ○ | ○  | ○ |  |
|  | ○ | 全 | ○ |  |
|  |   | ○  |   |  |
|  |   |    |   |  |

|  |   |    |   |  |
|  | ○ | ○  | ○ |  |
|  | ○ | 圭 | ○ |  |
|  |   | ○  |   |  |
|  |   |    |   |  |

|  |   |    |   |  |
|  | ○ | ○  | ○ |  |
|  | ○ | 杏 | ○ |  |
|  |   | ○  |   |  |
|  |   |    |   |  |

|  |   |    |   |  |
|  | ○ | ○  | ○ |  |
|  | ○ | と | ○ |  |
|  |   | ○  |   |  |
|  |   |    |   |  |

### Thả quân

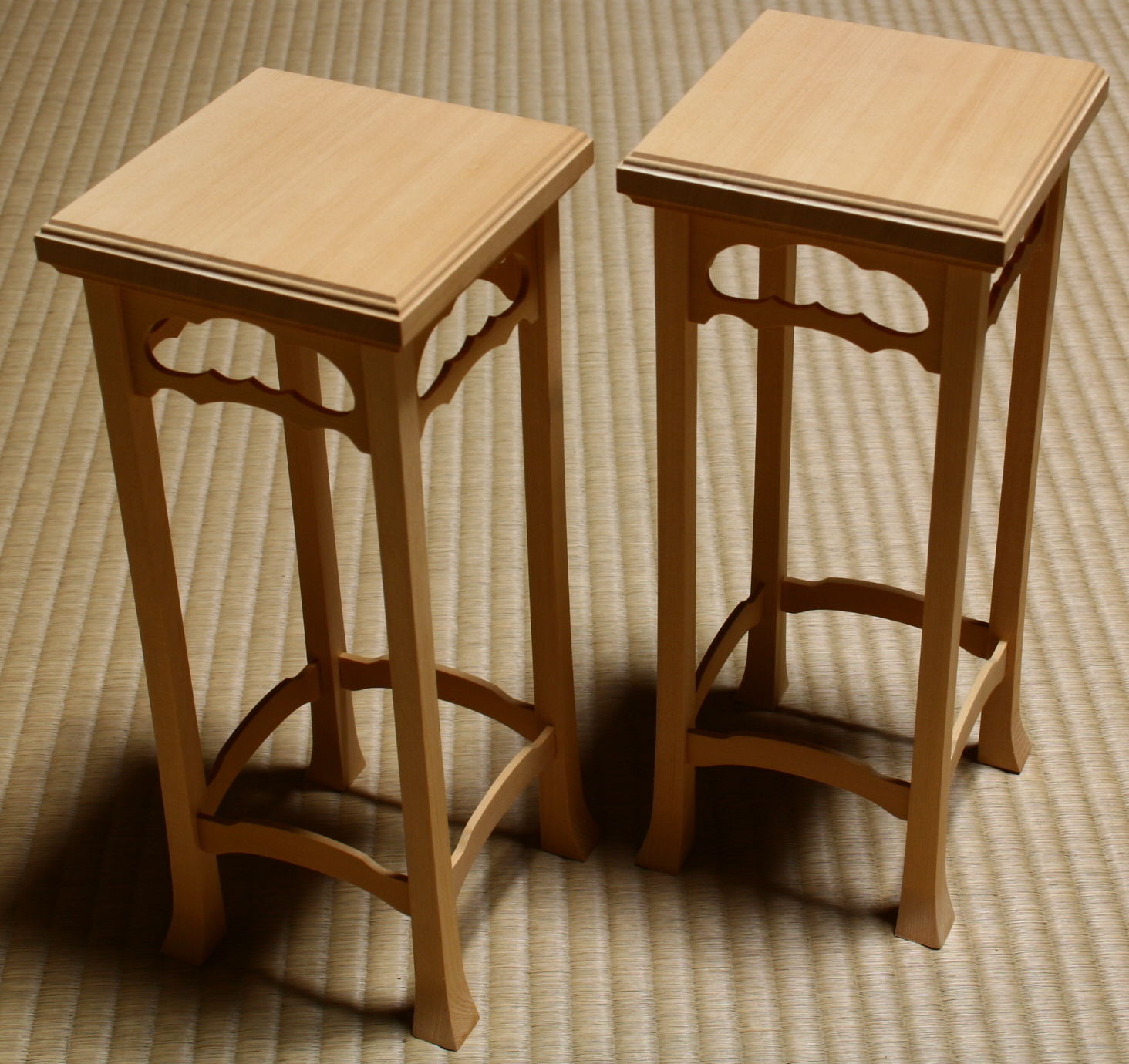
Komadai truyền thống dùng để đặt quân bị bắt (quân trên tay)

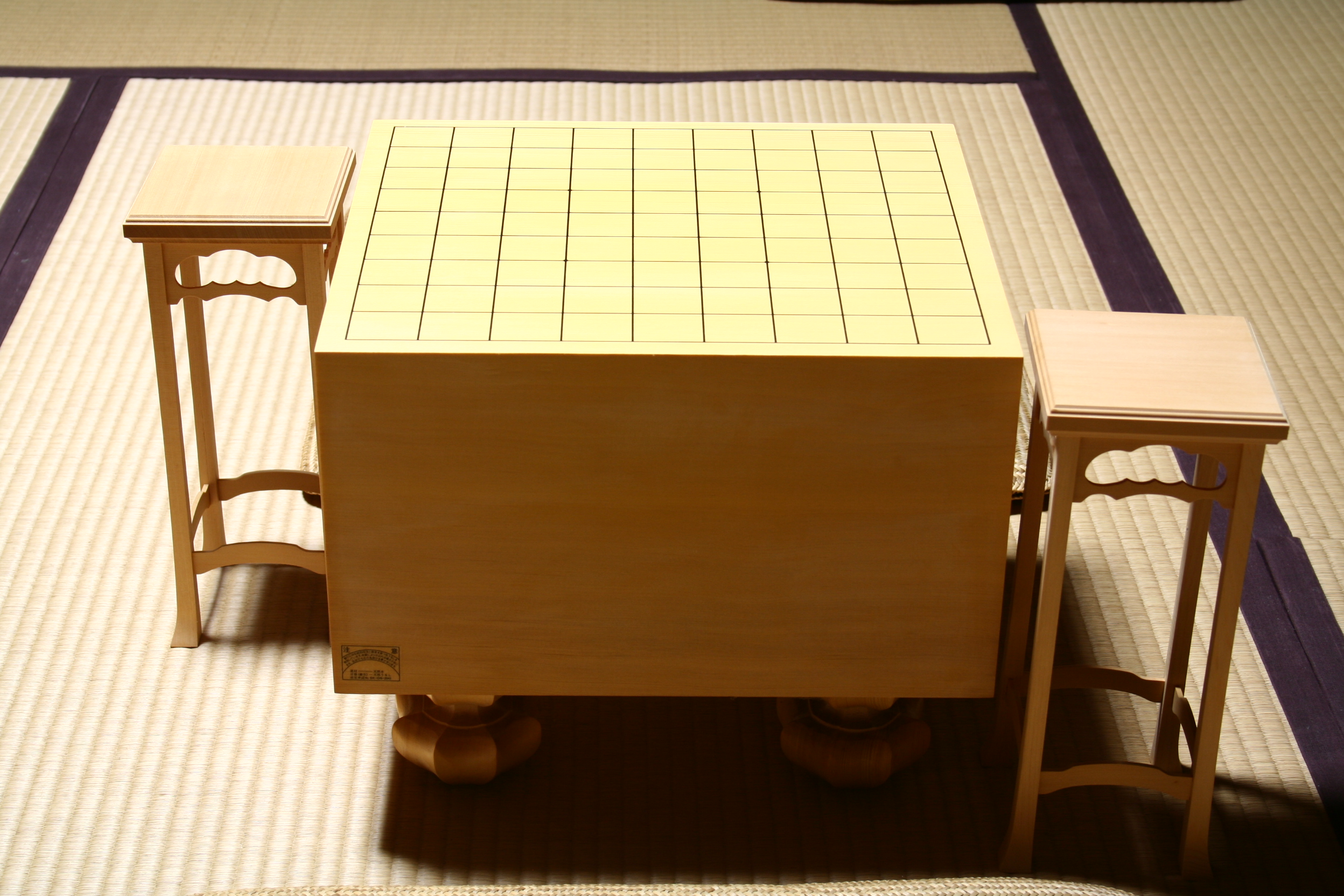
Komadai đặt cạnh bàn cờ

Trong shogi, các quân bị "bắt" theo đúng nghĩa đen, tức là quân bị bắt được giữ lại "trên tay" và có thể được đưa lại vào bàn cờ, trở thành quân của người đã bắt nó. Trong tiếng Nhật, quân trên tay được gọi là mochigoma (持ち駒 (trì câu) "quân cờ giữ lại") hoặc tegoma (手駒 (thủ câu) "quân cờ trên tay"). Khi đến lượt, thay vì đi quân, kỳ thủ có thể đưa một quân bị bắt từ trước và đặt chúng (dưới dạng chưa phong cấp) ở bất kỳ ô nào còn trống. Quân được thả, kể từ đó, trở thành một quân của kỳ thủ đó. Hành động này gọi là thả quân. Một lần thả quân được tính là một nước đi độc lập.
Nước đi thả quân không được ăn quân của đối phương, và quân được thả không được phong cấp ngay nếu được thả trong vùng phong cấp. Tuy nhiên nó có thể ăn quân và được phong cấp như bình thường ở các nước đi kế tiếp.
Giới hạn: Có ba giới hạn sau đây cho việc thả quân, hai điều sau chỉ áp dụng cho quân Tốt.
1. Quân cờ không có nước đi hợp lệ (tiếng Nhật: 行き所のない駒 ikidokorononaikoma): Không được phép thả Tốt và Thương ở hàng xa nhất (hàng 9) và không được thả Mã ở một trong hai hàng xa nhất (hàng 8 và hàng 9) theo góc nhìn của người thả quân; bởi nếu thả như vậy, những quân này không có nước đi hợp lệ ở bất kỳ nước đi nào sau đó (do những quân này chỉ có thể đi tiến).
2. Hai Tốt (tiếng Nhật: 二歩 nifu): Không được thả Tốt trên cùng cột với một quân Tốt chưa phong cấp khác của cùng bên (không tính Tốt đã phong cấp).
3. Thả Tốt chiếu hết (tiếng Nhật: 打ち歩詰め uchifuzume): Không được thả Tốt để chiếu hết Vua ngay lập tức. (Luật này chỉ áp dụng với nước thả quân Tốt để chiếu hết − cụ thể, được phép thả quân không phải Tốt để chiếu hết ngay lập tức, được phép chiếu hết bằng quân Tốt đã có sẵn trên bàn cờ, và được phép thả Tốt để chiếu Vua miễn sao không tạo thành thế chiếu hết ngay lập tức).

Hệ quả của điều 2 là nếu kỳ thủ có Tốt chưa phong cấp trên tất cả các cột sẽ không thể thả Tốt ở bất cứ đâu. Vì lý do này, các kỳ thủ thường thí 1 Tốt để rộng đường thả quân.
Quân bị bắt thường được đặt trên một chiếc bàn nhỏ bằng gỗ gọi là komadai (駒台 (câu đài)), thường được đặt bên tay phải người chơi, mép dưới gióng thẳng hàng với mép dưới bàn cờ. Không được phép giấu hay che các quân cờ mình đã bắt được.
Đổi Tượng sớm ở đầu ván cờ là chiến thuật khá phổ biến do hai quân Tượng nằm đối diện nhau. Điều này khiến mỗi bên đều có một Tượng trên tay để thả về sau. Luật thả quân khiến shogi trở nên phức tạp biến hóa và giàu tính chiến thuật. Luật này cũng khiến cho không quân cờ nào bị loại hẳn ra khỏi ván cờ, do đó rất hiếm thấy những ván hòa cờ trong shogi.

### Chiếu
Khi người chơi đi một nước dọa bắt Vua đối phương ở nước đi tiếp theo, nước đi đó gọi là nước chiếu Vua và Vua đó đang bị chiếu. Đấu thủ có Vua bị chiếu phải thực hiện nước đi loại bỏ nước chiếu, nếu có thể. Các cách loại bỏ nước chiếu bao gồm chạy Vua khỏi đường chiếu, bắt quân đang chiếu, hoặc di chuyển/thả quân để chặn đường chiếu.
Để hô "chiếu!" trong tiếng Nhật, có thể nói ōte (王手), dẫu vậy điều này không bắt buộc và có thể là do ảnh hưởng của cờ vua. Trong các ván đấu có người mới chơi, có thể nói ōte để họ dễ nhận biết, hoặc trong các giải đấu quy định rõ rằng phải hô "chiếu". Ít khi thấy các kỳ thủ hô "chiếu" trong các giải đấu chuyên nghiệp.

### Kết thúc ván cờ
Kết thúc thường gặp của các ván shogi là khi một bên chiếu hết (tsumi 詰み) được Vua của đối phương, khi đó bên còn lại được tính là thua cuộc. Khác với cờ vua hay cờ tướng, hầu hết các ván đấu shogi đều kết thúc bằng chiếu hết, bởi lẽ không quân cờ nào bị loại hẳn ra khỏi bàn cờ, do đó gần như luôn có đủ quân cờ để tạo thành thế chiếu hết.
Lặp lại nước đi (千日手 sennichite) và thế cờ bế tắc (持将棋 jishōgi) là 2 cách duy nhất để ván cờ kết thúc với kết quả hoà (trong shogi hai bên không được phép đề nghị hòa cờ như cờ vua). Tuy nhiên chúng thường hiếm gặp, thậm chí kể cả trong những trường hợp đó thì vẫn có cách để phân định thắng thua (xem bên dưới).
Nước đi phạm luật (反則手 hansokute) thường xảy ra ở những ván đấu nghiệp dư hoặc giữa những người mới chơi, và rất hiếm gặp ở các ván đấu chuyên nghiệp.
Tương tự như nhiều bộ môn khác, nếu ván cờ có giới hạn thời gian, kỳ thủ nào hết giờ trước sẽ bị xử thua (xem bên dưới).

#### Chiếu hết (Xem thêm:tsumeshogi,hisshi)
| 9  | 8 | 7  | 6 | 5 | 4 | 3 | 2 | 1 |    |
| 王 |   |    |   |   |   |   |   |   | 一 |
| 金 |   |    |   |   |   |   |   |   | 二 |
|    |   |    |   |   |   |   |   |   | 三 |
|    |   | 角 |   |   |   |   |   |   | 四 |
|    |   |    |   |   |   |   |   |   | 五 |
|    |   |    |   |   |   |   |   |   | 六 |
|    |   |    |   |   |   |   |   |   | 七 |
|    |   |    |   |   |   |   |   |   | 八 |
|    |   |    |   |   |   |   |   |   | 九 |

Nếu Vua đang bị chiếu và không còn nước đi nào để bảo vệ Vua, nước đi này được gọi là chiếu hết (tsumi 詰み) Vua đối phương. Điều này có nghĩa là người chơi chiếu hết đã thắng ván cờ, do đối phương không còn nước đi hợp lệ nào. Đây là kết thúc thường gặp trong shogi, vì khác với nhiều loại cờ khác, các quân trong shogi có thể quay lại bàn cờ, do đó gần như luôn có đủ quân để tạo thế chiếu hết.

#### Xin thua
Thông thường người chơi đang ở thế thua sẽ xin thua khi họ thấy rằng thế cờ không thể cứu vãn được nữa. Người chơi có thể xin thua bất kỳ lúc nào trong lượt của mình. Mặc dù có thể chờ đến khi bị chiếu hết mới xin thua, trong các ván cờ thông thường sẽ không chơi đến lúc bị chiếu hết, do thông thường người chơi sẽ xin thua ngay khi cảm thấy không thể tránh được việc bị thua - ví dụ như khi họ đọc ra chuỗi nước đi ép chiếu hết (tsume). Tương tự, nếu một người chơi sắp thua trong tình huống Đôi Nhập Ngọc (xem phần bên dưới) do có ít hơn 24 điểm (hay theo các luật nghiệp dư khác liên quan đến thế cờ bế tắc), người chơi sẽ xin thua trước thời điểm đó.
Thông thường trong các giải đấu sẽ yêu cầu tuyên bố xin thua chính thức - tức là, chiếu hết không phải là điều kiện đủ để chiến thắng và kết thúc ván cờ. Tuyên bố xin thua được thể hiện bằng cử chỉ cúi đầu và/hoặc nói "Tôi xin thua" (負けました makemashita) và/hoặc đặt bàn tay phải lên komadai. Cử chỉ đặt bàn tay phải lên komadai bắt nguồn từ phong tục xin thua trong quá khứ bằng cách cầm các quân trên tay và thả nhẹ lên bàn cờ để thể hiện xin thua. Nếu muốn thay đổi cho phù hợp với phong tục phương Tây, có thể thay bằng bắt tay đối thủ.

#### Nước đi phạm luật
Trong các ván đấu chuyên nghiệp và các ván đấu nghiêm túc (đánh giải) nghiệp dư, kỳ thủ thực hiện nước đi phạm luật sẽ bị xử thua ngay lập tức. Kết quả thua cuộc vẫn giữ nguyên kể cả khi hai bên không nhận ra, tiếp tục ván cờ và nhận ra nước phạm luật ở thời điểm muộn hơn. Tuy nhiên, nếu không ai trong hai kỳ thủ và không bên thứ ba nào chỉ ra nước đi phạm luật trước khi một bên xin thua, kết quả xin thua sẽ tính là kết quả cuối cùng của ván cờ.
Các nước đi phạm luật bao gồm:
Toyokawa Takahiro Lục đẳng - Tamura Kōsuke Ngũ đẳng

Giải Vô địch Shogi Cúp NHK lần thứ 54 (2004)

| 9  | 8  | 7  | 6  | 5  | 4  | 3  | 2  | 1  |    |
| 香 | 桂 |    | 銀 |    |    |    | 龍 |    | 一 |
|    | 王 | 銀 |    |    |    |    |    |    | 二 |
|    | 歩 |    | 歩 |    |    |    | 歩 |    | 三 |
| 歩 |    | 歩 | 銀 |    |    |    |    |    | 四 |
|    |    |    |    | 香 |    |    | 歩 |    | 五 |
| 歩 |    | 歩 |    | 歩 |    | 歩 |    | 歩 | 六 |
|    | 歩 |    | 歩 | 銀 |    | 圭 |    |    | 七 |
|    |    | 玉 | 金 | 金 |    | 角 | 龍 |    | 八 |
| 香 | 桂 |    |    |    | 金 |    | 歩 | 香 | 九 |

- Phạm luật Hai Tốt (nifu) (Xem phần Thả quân bên trên)
- Phạm luật Thả Tốt chiếu hết (uchifuzume)
- Thả quân hoặc đi quân đến ô mà nó không thể có nước đi hợp lệ trong bất kỳ nước đi nào sau đó (ví dụ như thả Mã vào một trong hai hàng cuối bàn cờ, v.v.)
- Thả quân ở dạng phong cấp
- Không có lượt mà lại đi quân, ví dụ đi 2 nước trong 1 lượt, hoặc bên Hậu đi trước
- Chiếu lặp 4 lần (xem phần sennichite)
- Để mặc Vua bị chiếu hoặc di chuyển Vua vào thế bị chiếu
- Đi quân sai cách đi của nó (ví dụ di chuyển Vàng như Bạc, hoặc di chuyển Tượng sai đường chéo)

Trong các ván đấu giải trí nghiệp dư, thỉnh thoảng luật này được nhân nhượng, người chơi có thể rút lại nước đi phạm luật và thực hiện nước đi khác đúng luật.
Cá biệt có nước phạm luật Hai Tốt là nước phạm luật thường gặp nhất trong các ván đấu chuyên nghiệp. Toyokawa Takahiro Lục đẳng khi đối đầu với Tamura Kōsuke Ngũ đẳng tại Giải vô địch Shogi Cúp NHK đã thực hiện nước phạm luật Hai Tốt gây tai tiếng lớn, do nó được phát sóng trên truyền hình. Ở nước thứ 109, Toyokawa cầm Tiên đã thả T*29 khi đang có Tốt khác chưa phong cấp ở 23, và do đó bị xử thua.

#### Lặp lại nước đi (hòa cờ)
Nếu cùng một thế cờ xuất hiện lặp lại 4 lần với cùng lượt đi và quân trên tay giống nhau cho cả hai bên, ván cờ kết thúc do lặp lại nước đi (千日手 (thiên nhật thủ) sennichite, "nước đi kéo dài nghìn ngày"), miễn sao thế cờ lặp lại không phải do chiếu lặp. Chiếu lặp (連続王手の千日手 renzokuōte no sennichite) là nước đi phạm luật (xem phần bên trên), trong thi đấu hành động này sẽ bị xử thua.
Trong thi đấu shogi chuyên nghiệp, kết quả hòa do lặp lại nước đi không được tính là kết quả cuối cùng, bởi về cơ bản các ván hòa đều không được tính. Mỗi ván đấu chỉ có thể kết thúc bằng kết quả thắng thua. Trong trường hợp hòa do lặp lại nước đi, hai bên phải thi đấu lại ván mới (hoặc nhiều ván mới, nếu cần thiết) và đổi lượt đi cho nhau (bên cầm Tiên trước đó sẽ cầm Hậu và ngược lại), để phân định kết quả thắng thua. Thông thường các giải đấu quy định ván đấu lại trong trường hợp này sẽ thi đấu bằng phần thời gian còn lại của ván đấu trước đó.
Do đó hướng đến ván hòa do lặp lại nước đi có thể lại là một chiến thuật nghiêm túc cho bên Hậu để được đánh ván đấu lại cầm Tiên, bởi người cầm Tiên có một chút lợi thế và có quyền chủ động hơn trong ván đấu. Ví dụ, chiến pháp Tứ gian Phi Xa đổi Tượng là chiến pháp thụ động đối với bên Hậu, có mục tiêu hướng đến ván hòa do lặp lại nước đi (do khi sử dụng chiến pháp này sẽ mất 2 nhịp - chuyển Xe sang cột 4 và đổi Tượng), tuy nhiên đối với bên Tiên đây lại là chiến pháp tấn công mạnh bạo.
Các ván hòa do lặp lại nước đi khá hiếm gặp trong shogi chuyên nghiệp, chiếm tỉ lệ khoảng 1-2% tổng số ván đấu. Trong shogi nghiệp dư, hòa do lặp lại nước đi còn hiếm gặp hơn nữa. Trong shogi chuyên nghiệp, các ván hòa do lặp nước tường xảy ra ở khai cuộc bởi một số thế cờ trên lý thuyết là bất lợi cho cả hai bên (zugzwang kép). Trong shogi nghiệp dư, hòa do lặp lại nước đi thường xảy ra ở trung cuộc và tàn cuộc do những nước đi lỗi của hai bên.

#### Thế cờ bế tắc
Ván cờ đạt đến thế bế tắc (持将棋 (trì tướng kỳ) jishōgi) khi cả hai Vua đều đã tiến vào vùng phong cấp của mình – thế cờ này được gọi là Đôi Nhập Ngọc (相入玉 (tương nhập ngọc) ainyūgyoku) – và hai bên đều không có khả năng chiếu hết hoặc bắt thêm quân. Thế bế tắc có thể dẫn đến kết quả thắng thua hoặc hòa cờ. Khi xảy ra thế bế tắc, sẽ phân định thắng thua như sau: mỗi kỳ thủ đồng ý kết thúc ván cờ ở thế bế tắc, sau đó tính điểm: Xe hoặc Tượng, bất kể trạng thái phong cấp, mỗi quân được tính 5 điểm, các quân còn lại trừ Vua mỗi quân được tính 1 điểm. Bên nào có dưới 24 điểm sẽ bị xử thua ván cờ. (Lưu ý rằng mỗi bên có 27 điểm khi bắt đầu ván cờ). Nếu không bên nào ít hơn 24 điểm, ván cờ hòa. Trong shogi chuyên nghiệp, ván cờ kết thúc ở thế bế tắc luôn luôn dẫn đến kết quả hòa, do kỳ thủ nào biết mình không đủ 24 điểm sẽ xin thua trước khi giải quyết bằng quy trình thế cờ bế tắc. Kiểu hòa cờ này được xem là kết quả ván cờ chứ không bị hủy bỏ như hòa do lặp lại nước đi, nhưng thực tế cũng không khác biệt gì. Do cả hai bên cần phải đồng ý thì mới có thể kết thúc ván cờ ở thế bế tắc, kỳ thủ có thể không đồng ý kết thúc ván cờ và tiếp tục cố gắng thắng ván cờ ở những nước đi sau. Do điều này, để tránh ván cờ diễn ra quá lâu, Liên đoàn Shogi Nhật Bản đã đặt ra điều luật mới - ván cờ sẽ tự động kết thúc sau 500 nước đi và được xem là kết thúc ở thế bế tắc, trừ khi ở nước đi thứ 500 đang có một chuỗi nước chiếu liên tục thì ván cờ sẽ tự động kết thúc khi chiếu hết hoặc khi chuỗi nước chiếu liên tục kết thúc.
Ngoài ra, Liên đoàn cũng quy định một kỳ thủ khi đạt đến trạng thái Nhập Ngọc (đưa Vua vào vùng phong cấp) thì có thể tuyên bố Nhập Ngọc và kết thúc ván cờ khi thỏa mãn đủ cả 4 điều kiện sau:
- Quân Vua của đấu thủ này đang ở trong vùng phong cấp của họ;
- Ngoài quân Vua ra, có ít nhất 10 quân khác của đấu thủ này đang ở trong vùng phong cấp của họ;
- Quân Vua của đấu thủ này đang không bị chiếu;
- Theo cách tính điểm nói trên (chỉ tính quân trên tay đấu thủ này và các quân nằm ở vùng phong cấp của họ trừ quân Vua):
  - Nếu đấu thủ tuyên bố có từ 24 đến 30 điểm, ván đấu kết thúc bằng kết quả hòa.
  - Nếu đấu thủ tuyên bố có từ 31 điểm trở lên, đấu thủ này được xử thắng và đối phương bị xử thua.

Chỉ cần tuyên bố không thỏa mãn một trong 4 điều kiện trên, đấu thủ tuyên bố sẽ bị xử thua. Quy định này có thể là ảnh hưởng từ các cách giải quyết thế cờ bế tắc của các giải đấu nghiệp dư (xem phần bên dưới) .
Các giải đấu nghiệp dư quy định những cách thức khác để phân định kết quả thắng thua khi đạt thế bế tắc để tránh kết quả hòa.
Ván cờ hòa do bế tắc xảy ra lần đầu tiên vào năm 1731 trong một ván chấp Tượng giữa Itō Sōkan Tam thế - Thất thế Danh Nhân và em trai ông, Ōhashi Sōkei Bát thế - Bát đẳng.

##### Nhập Ngọc
| 9  | 8  | 7  | 6  | 5  | 4  | 3  | 2  | 1  |    |
| 王 | 桂 | 金 |    |    |    |    | 玉 |    | 一 |
| 香 | 銀 | 金 |    | と | と | と | 馬 |    | 二 |
|    | 歩 | 歩 | 歩 | と |    | 歩 | 歩 | 歩 | 三 |
| 歩 |    |    |    | 歩 | 歩 |    |    |    | 四 |
|    | 歩 | 歩 |    |    |    |    | 飛 | 飛 | 五 |
| 歩 |    | 金 | 銀 | 歩 |    | 歩 |    |    | 六 |
|    |    | 桂 |    |    |    |    |    |    | 七 |
|    |    |    |    |    |    |    |    |    | 八 |
| 香 |    |    |    |    |    |    |    |    | 九 |

Trên thực tế, khi Vua đối phương đi vào vùng phong cấp (tức là vào trại của đấu thủ đang được nói đến), nhất là khi có quân bảo vệ đi kèm, quân Vua này sẽ rất khó chiếu hết, bởi lẽ hầu hết quân cờ shogi có xu hướng tiến về phía trước. Trạng thái này được gọi là Nhập Ngọc (入玉 nyūgyoku). Nếu cả hai bên đều đạt đến trạng thái Nhập Ngọc, khả năng cao sẽ xảy ra hòa cờ do bế tắc.
Trong hình bên, mặc dù Vua bên Hậu đang ở trong thành Anaguma rất chắc chắn, Vua bên Tiên đã xâm nhập vào trại của bên Hậu cùng với nhiều quân bảo vệ, như vậy Hậu rất khó có thể chiếu hết Tiên. Do đó trong thế cờ này, bên Tiên đang có lợi thế hơn.
Một ví dụ điển hình của thế Nhập Ngọc xảy ra ở Ván 4 trong loạt 7 ván tranh ngôi Vương Vị kỳ 60 giữa Toyoshima Masayuki Vương Vị và Kimura Kazuki Cửu đẳng vào ngày 20-21/08/2019. Sau khi thất bại trong việc tấn công Kimura cũng như phòng thủ Vua trong trại của mình, Toyoshima cầm Hậu đã di chuyển Vua tránh các quân tấn công của Kimura bằng cách chạy lên hàng 2, dần dần tiến vào trại của Kimura ở nước thứ 150. Mặc dù Toyoshima đã đạt được trạng thái Nhập Ngọc, anh vẫn chỉ có 23 điểm - thiếu 1 điểm để có thể xin hòa cờ do bế tắc, trong khi Kimura cầm Tiên đang có 31 điểm. Trong vòng 134 nước đi tiếp theo, Toyoshima cố gắng nâng điểm số của mình lên con số 24, nhưng nó chỉ biến động trong khoảng 17 ~ 23 điểm. Ở nước thứ 231 ván cờ đạt đến trạng thái Đôi Nhập Ngọc, và đến nước thứ 285 Kimura vẫn giữ được điểm số của Toyoshima dưới mức cần thiết. Ở nước đi này, khi chỉ còn 20 điểm (trong khi Kimura có 34 điểm), Toyoshima đã xin thua. Ván đấu này cũng đã phá kỷ lục ván đấu dài nhất trong một trận tranh danh hiệu.

##### Cách giải quyết ở các giải nghiệp dư
Trong các ván đấu nghiệp dư, có khá nhiều cách giải quyết tình trạng bế tắc, nhưng hầu như không được chuẩn hoá thành luật. John Fairbairn có ghi lại một điều luật của Hiệp hội Shogi phương Tây (nay đã ngừng hoạt động) từ những năm 1980, giải quyết tình trạng này bằng cách một trong hai bên di chuyển toàn bộ quân của mình vào vùng phong cấp và sau đó tính điểm để kết thúc ván cờ.
Một cách giải quyết khác là Luật 27 điểm (27点法), được sử dụng ở một số giải nghiệp dư. Phiên bản đơn giản nhất của luật này quy định bên nào có 27 điểm hoặc nhiều hơn sẽ được xử thắng ván cờ bế tắc. Một phiên bản khác là luật Tuyên bố 27 điểm, được áp dụng trên trang chơi shogi trực tuyến 81Dojo. Ở phiên bản này, người chơi muốn tuyên bố thắng ván cờ khi có thế bế tắc phải thoả mãn những điều kiện sau:
- Vua đang nằm trong vùng phong cấp
- Ngoài Vua ra phải có 10 quân khác nằm trong vùng phong cấp
- Không bị chiếu
- Chưa bị hết thời gian
- Phải đủ 28 điểm trở lên nếu cầm Tiên, 27 điểm trở lên nếu cầm Hậu

Nếu thoả mãn toàn bộ điều kiện này, người tuyên bố bế tắc sẽ được xử thắng bất kể đối phương có đồng ý kết thúc ván cờ ở thế bế tắc hay không.

Một cách giải quyết nữa cho thế cờ bế tắc là luật Try (トライルール torairūru). Luật này quy định rằng sau khi cả hai Vua đều đã đi vào vùng phong cấp của mình, bên nào đưa được Vua đến ô khởi đầu của Vua đối phương trước (đối với Tiên là ô 51, đối với Hậu là ô 59) sẽ được xử thắng. Ứng dụng chơi shogi trực tuyến Shogi Wars do tập đoàn HEROZ Inc. phát triển đã sử dụng luật Try cho đến năm 2014. (Hiện tại ứng dụng này sử dụng một phiên bản khác của Luật Tuyên bố 27 điểm, nhưng khác với luật của 81Dojo). Luật này bắt nguồn từ bộ môn bóng bầu dục.
| 9  | 8  | 7  | 6  | 5  | 4  | 3  | 2  | 1  |    |
| 杏 |    |    |    | と |    |    |    |    | 一 |
|    | 玉 |    |    | 龍 |    |    |    |    | 二 |
|    |    | 馬 |    |    |    |    |    |    | 三 |
|    | 金 | 香 |    |    |    | と |    |    | 四 |
|    |    |    |    |    | 馬 |    |    |    | 五 |
|    |    | と |    |    |    | 圭 | 歩 |    | 六 |
|    |    |    | 金 | と |    |    | 金 | 全 | 七 |
|    |    |    |    |    |    | 王 | 銀 |    | 八 |
|    |    |    |    | 龍 |    |    |    | 圭 | 九 |

#### Các ván hoà trong các giải đấu
Ở các giải đấu chuyên nghiệp, thông thường sẽ quy định các ván hoà phải được đánh lại và hai bên đổi lượt đi cho nhau, và thường giảm thời gian thi đấu xuống. Tỉ lệ hoà trong shogi rất thấp so với cờ vua và cờ tướng, chỉ ở 1-2% cả ở những ván đấu nghiệp dư.

Loạt tranh ngôi Danh Nhân kỳ 40 (1982) giữa Katō Hifumi Thập Đẳng và Nakahara Makoto Danh Nhân lại có tỉ lệ hoà cao bất thường. Ván 1 (Đôi Yagura) diễn ra vào ngày 13-14/4/1982 kết thúc bằng kết quả hoà do bế tắc, đây mới chỉ là ván hoà do bế tắc lần thứ 5 trong suốt 40 năm diễn ra Thuận Vị Chiến - Danh Nhân Chiến. Ván đấu này (Katō Thập Đẳng cầm Tiên) kéo dài 223 nước, trong đó có nước đi phải mất tới 114 phút suy nghĩ. Một trong những lý do ván đấu này kéo dài đến vậy là vì Nakahara Danh Nhân cầm Hậu đã suýt không thể duy trì số điểm tối thiểu 24 để thủ hoà ván cờ. Do đó giai đoạn cuối tàn cuộc mang nặng tính chiến lược để giữ cho điểm của bên Hậu không tụt xuống dưới 24 điểm. Ở loạt tranh ngôi này, tại ván 6 và ván 8 đã xảy ra kết quả hoà do lặp lại nước đi. Như vậy loạt tranh ngôi 7 ván này đã kéo dài 8 ván trong vòng 3 tháng với bên Tiên không thua ở bất kỳ ván đấu nào. Chung cuộc, Katō Thập Đẳng giành chiến thắng với tỷ số 4-3 và thành công đoạt ngôi Danh Nhân.

### Thời gian thi đấu
Cũng giống như cờ vua, các ván đấu shogi chuyên nghiệp đều tính giờ (giới hạn thời gian cho các kỳ thủ thực hiện nước đi trong một ván đấu), tuy nhiên các kỳ thủ shogi chuyên nghiệp hầu như không cần phải tự bấm đồng hồ, trừ một số giải cờ nhanh như ABEMA Tournament. Thay vào đó, một người thứ ba được phân công làm người bấm giờ, thường là học viên Trường Đào tạo Kỳ thủ. Thời gian thi đấu trong shogi kéo dài hơn nhiều so với cờ vua, đặc biệt nếu áp dụng thể thức thời gian truyền thống - thể thức "đồng hồ bấm giây" (ストップウォッチ式 ("stopwatch" thức) sutoppuwocchi-shiki). Ở thể thức này, thời gian đã sử dụng được làm tròn xuống đến số phút gần nhất (chẳng hạn nếu sử dụng 3 phút 59 giây cho một nước đi sẽ xem là sử dụng 3 phút). Do đó thời gian thi đấu thực tế kéo dài hơn khoảng thời gian định sẵn rất nhiều, chẳng hạn như thời gian thi đấu cho loạt tranh ngôi Danh Nhân là 9 tiếng mỗi ván cho mỗi bên theo thể thức này, nhưng trên thực tế các ván đấu đều kéo dài trong vòng 2 ngày.
Nếu ván đấu sử dụng thể thức "đồng hồ cờ vua" (チェスクロック式 ("chess clock" thức) chesukurokku-shiki), thời gian sẽ không bị làm tròn, tuy nhiên nếu kỳ thủ hết thời gian chính thức sẽ có thêm một khoảng thời gian bổ sung không tích luỹ (thường là 60 giây) cho mỗi nước đi sau đó. Nếu kỳ thủ chưa sử dụng hết 60 giây, thời gian này sẽ được trả về 60 giây cho nước đi tiếp theo. Khoảng thời gian bổ sung này thường được gọi là byōyomi (秒読み (miểu độc) "đọc giây"), do trong vòng 1 phút cuối cùng theo cả 2 thể thức tính giờ, người bấm giờ sẽ đếm thành tiếng số giây cho kỳ thủ được biết. Người bấm giờ sẽ đọc các mốc 30, 40 và 50 giây, và trong 10 giây cuối cùng sẽ đếm xuôi từ 1 đến 10 - nếu hết giờ, kỳ thủ sẽ bị xử thua ngay lập tức.
Ở các ván đấu nghiệp dư, thường kỳ thủ sẽ phải tự bấm trên đồng hồ điện tử và thường theo thể thức đồng hồ cờ vua kèm thời gian byōyomi. Đồng hồ sẽ phát ra tiếng bíp cảnh báo khi đến thời gian byōyomi và sau mỗi 1 giây trong 10 giây cuối cùng. Những mẫu đồng hồ shogi hiện đại còn có chức năng phát ra tiếng đếm giây được ghi âm từ trước.

## Xếp hạng kỳ thủ & chấp quân
Có nhiều hệ thống xếp hạng kì thủ shogi trên thế giới, nhưng hệ thống được coi trọng và đánh giá cao nhất là hệ thống xếp hạng chuyên nghiệp của Liên đoàn Shogi Nhật Bản (日本将棋連盟 (Nhật Bản Tướng kỳ Liên minh) Nihon Shōgi Renmei).
Nhìn chung, hệ thống xếp hạng của shogi sử dụng hai đơn vị là cấp (級 (cấp)/ きゅう kyū) và đẳng (段 (đoạn)/ だん dan) tương tự như ở cờ vây hay judo. Có 2 hệ thống xếp hạng riêng biệt: nghiệp dư và chuyên nghiệp.
Xếp hạng nghiệp dư bắt đầu từ 15-kyu (thập ngũ cấp), tiến lên dần tới 1-kyu (nhất cấp), sau đó chuyển sang 1-dan (Sơ đẳng), tiếp tục tới 8-dan (Bát đẳng). Trước đây hạng Bát đẳng nghiệp dư chỉ được trao tặng danh dự cho những người nổi tiếng. Mặc dù hiện tại trên lý thuyết có thể đạt hạng Bát đẳng nghiệp dư qua thi đấu (bằng cách giành danh hiệu Long Vương nghiệp dư 3 lần), chưa ai có thể đạt được thành tích này.
Kỳ thủ tham gia hệ thống đào tạo chuyên nghiệp của Liên đoàn - Trường đào tạo Kỳ thủ (新進棋士奨励会 (Tân tiến Kỳ sỹ Tưởng lệ hội) shinshin kishi shōreikai) sẽ được xếp vào các đẳng/cấp theo hệ thống chuyên nghiệp từ 6-kyu (lục cấp) đến 3-dan (Tam đẳng). Sau khi đạt đến trình độ 3-dan, các kỳ thủ sẽ tham gia Giải Tam đẳng (三段リーグ (tam đẳng "league")/ さんだんリーグ sandan rīgu) để đạt điều kiện thăng lên 4-dan (Tứ đẳng) - trở thành kỳ thủ chuyên nghiệp. Lưu ý rằng khi đạt tới mức xếp hạng chuyên nghiệp (4-dan), kỳ thủ sẽ không thể bị giáng hạng nữa, do đó hệ thống này ít nhiều chỉ mang ý nghĩa cột mốc chứ không phản ánh đúng trình độ hiện tại của các kỳ thủ. Trong hệ thống này, để lên được đẳng (dan) cao hơn, các kỳ thủ phải đạt được một số điều kiện nhất định như thắng đủ số ván đấu quy định hoặc có được một số lần danh hiệu.
Các kỳ thủ chuyên nghiệp được xếp hạng từ 4-dan (Tứ đẳng) lên đến 9-dan (Cửu đẳng). Lưu ý rằng trình độ giữa các hạng giống nhau của hệ thống chuyên nghiệp và nghiệp dư chênh lệch nhau khá nhiều, chẳng hạn Tứ đẳng nghiệp dư chỉ mạnh ngang Lục cấp chuyên nghiệp mà thôi.
Hệ thống chuyên nghiệp nữ (Nữ Lưu kỳ sĩ) cũng sử dụng xếp hạng đẳng/cấp, tuy nhiên chúng không tương đương với đẳng/cấp trong hệ thống chuyên nghiệp. (Xem thêm Các giải đấu)
Hiện nay ở một số liên đoàn shogi ngoài Nhật Bản, hệ thống đẳng/cấp được sử dụng song song với hệ số Elo như của cờ vua. Khác biệt rõ nhất giữa 2 hệ thống là đẳng cấp dan-kyu chỉ tăng hoặc giữ nguyên không cấp thêm chứ không lên xuống như hệ số Elo. Ngoài ra, hệ số Elo sẽ cho người xem biết rõ hơn về phong độ tức thời của một kì thủ nhất định, thay vì là mức xếp hạng đẳng-cấp mà không thể bị giáng hạng. Thay vì sử dụng hệ số Elo, trong hệ thống shogi chuyên nghiệp sẽ căn cứ vào hạng và tổ của kỳ thủ tại Thuận Vị Chiến và Long Vương Chiến để nhận định phong độ tức thời của kỳ thủ đó.

### Chấp quân
| 9  | 8  | 7  | 6  | 5  | 4  | 3  | 2  | 1  |    |
|    |    | 銀 | 金 | 王 | 金 | 銀 |    |    | 一 |
|    |    |    |    |    |    |    |    |    | 二 |
| 歩 | 歩 | 歩 | 歩 | 歩 | 歩 | 歩 | 歩 | 歩 | 三 |
|    |    |    |    |    |    |    |    |    | 四 |
|    |    |    |    |    |    |    |    |    | 五 |
|    |    |    |    |    |    |    |    |    | 六 |
| 歩 | 歩 | 歩 | 歩 | 歩 | 歩 | 歩 | 歩 | 歩 | 七 |
|    | 角 |    |    |    |    |    | 飛 |    | 八 |
| 香 | 桂 | 銀 | 金 | 玉 | 金 | 銀 | 桂 | 香 | 九 |

Tương tự cờ vây, shogi cũng có hệ thống chấp quân, theo đó các ván đấu có sự chênh lệch lớn về trình độ sẽ được điều chỉnh sao cho người có trình độ cao hơn (người chấp) phải chịu những bất lợi nhất định để bù vào sự chênh lệch trình độ. Trong một ván chấp quân, bên chấp (上手 (thượng thủ) uwate, "người giỏi hơn") sẽ loại bỏ một hay nhiều quân của mình ra khỏi bàn cờ. Bên chấp quân luôn là bên đi trước. Bên còn lại là bên nhận chấp (下手 (hạ thủ) shitate, "người kém hơn")
Sự mất cân bằng khi chấp quân này không lớn như trong cờ vua vì lợi thế hơn quân trong shogi không lớn như vậy do các quân cờ trong shogi nhờ luật thả quân có thể quay trở lại bàn cờ.
Chấp quân không được áp dụng trong các giải đấu, nhưng được sử dụng nhiều trong các trận đấu luyện tập hoặc giảng dạy.
Sau đây là một số cách chấp quân thông dụng:
- Chấp Thương (香落ち (hương lạc) kyō-ochi?): bên chấp bỏ quân Thương trái.
- Chấp Tượng (角落ち (giác lạc) kaku-ochi?): bên chấp bỏ quân Tượng.
- Chấp Xe (飛車落ち (phi xa lạc) hisha-ochi?): bên chấp bỏ quân Xe.
- Chấp Xe Thương (飛香落ち (phi hương lạc) hi-kyō-ochi?): bên chấp bỏ Xe và Thương trái.
- Chấp 2 quân (二枚落ち (nhị mai lạc) nimai-ochi?): bên chấp bỏ Xe và Tượng.
- Chấp 4 quân (四枚落ち (tứ mai lạc) yonmai-ochi?): bên chấp bỏ Xe, Tượng và hai Thương.
- Chấp 6 quân (六枚落ち (lục mai lạc) rokumai-ochi?): bên chấp bỏ Xe, Tượng, hai Thương và hai Mã.
- Chấp 8 quân (八枚落ち (bát mai lạc) hachimai-ochi?): bên chấp bỏ Xe, Tượng, hai Thương, hai Mã và hai Bạc.
- Chấp cầm 3 Tốt (歩三兵 (bộ tam binh) fusanbyō?, "quân gồm 3 Tốt"): bên chấp chỉ có Vua trên bàn cờ và 3 Tốt trên tay.
- Chấp toàn bộ (裸玉 (khỏa ngọc) hadakagyoku?, "Vua trần trụi"): bên chấp chỉ có Vua.

## Ghi chép ván cờ

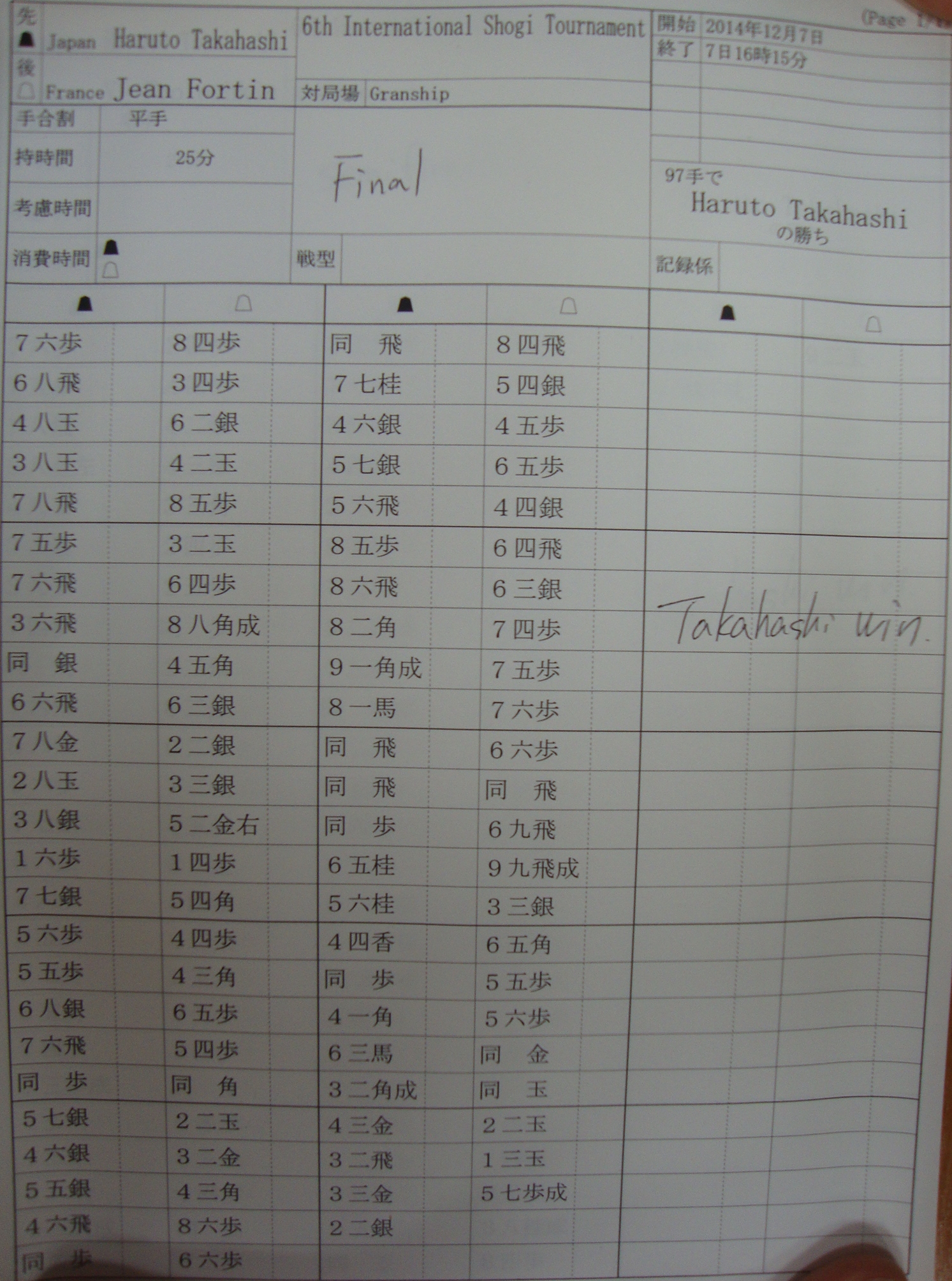
Một tờ biên bản ván cờ (kỳ phổ) shogi

Trên thế giới có hai hệ thống ký hiệu thường dùng để ghi chép nước đi trong biên bản ván cờ (棋譜 (kỳ phổ) kifu): hệ thống ký hiệu truyền thống được sử dụng trong các văn bản tiếng Nhật, và hệ thống ký hiệu phương Tây do các kỳ thủ George Hodges và Glyndon Townhill tạo ra, sử dụng tiếng Anh. Hosking đã chỉnh lý lại hệ thống này để bám sát hơn với ký hiệu gốc tiếng Nhật (sử dụng 2 chữ số để biểu thị tọa độ ô cờ thay vì một chữ số và một chữ cái). Ngoài ra cũng có những hệ thống ký hiệu khác để ghi lại thế cờ. Khác với cờ vua, ô gốc tọa độ (ô 11) nằm ở góc trên bên phải bàn cờ thay vì góc dưới bên trái.
CLB Shogi Việt Nam sử dụng hệ ký hiệu phương Tây có điều chỉnh, trong đó sử dụng tên viết tắt của các quân cờ theo tiếng Việt.
Trong hệ thống ký hiệu phương Tây, cú pháp ghi nước đi bao gồm:
Ký hiệu viết tắt tên quân cờ + Cách di chuyển + Tọa độ điểm đến
Tên viết tắt các quân cờ như sau:
| Tiếng Nhật               | Tiếng Nhật    | Tiếng Anh                 | Tiếng Anh | Tiếng Việt                         | Tiếng Việt |
| ------------------------ | ------------- | ------------------------- | --------- | ---------------------------------- | ---------- |
| 王将／玉将 gyokushō/ōshō | 王／玉gyoku/ō | king                      | K         | Vua                                | V          |
| 飛車 hisha               | 飛hi          | rook                      | R         | Xe                                 | X          |
| 龍王 ryūō                | 龍／竜ryū     | promoted rook/dragon      | +R        | Xe phong cấp/Xe rồng/Long vương    | +X         |
| 角行 kakugyō             | 角kaku        | bishop                    | B         | Tượng                              | Tg         |
| 龍馬 ryūma               | 馬uma         | promoted bishop/horse     | +B        | Tượng phong cấp/Tượng rồng/Long mã | +Tg        |
| 金将 kinshō              | 金kin         | gold (general)            | G         | (Tướng) Vàng                       | Vg         |
| 銀将 ginshō              | 銀gin         | silver (general)          | S         | (Tướng) Bạc                        | B          |
| 成銀 narigin             | 全            | promoted silver (general) | +S        | (Tướng) Bạc phong cấp              | +B         |
| 桂馬 keima               | 桂kei         | knight                    | N         | Mã                                 | M          |
| 成桂 narikei             | 圭            | promoted knight           | +N        | Mã phong cấp                       | +M         |
| 香車 kyōsha              | 香kyō         | lance                     | L         | Thương                             | Th         |
| 成香 narikyō             | 杏            | promoted lance            | +L        | Thương phong cấp                   | +Th        |
| 歩兵 fuhyō               | 歩fu          | pawn                      | P         | Tốt                                | T          |
| と金 tokin               | とto          | promoted pawn/tokin       | +P        | Tốt phong cấp/Tokin                | +T         |

Ký hiệu cho cách di chuyển bao gồm: đi quân dùng dấu gạch nối -, bắt quân dùng chữ x và thả quân dùng dấu hoa thị *. Các cột được đánh số từ 1 đến 9 từ phải sang trái theo góc nhìn của Tiên. Hệ ký hiệu của Hodges ký hiệu các hàng bằng các chữ cái từ a đến i, tuy nhiên Hosking đã chỉnh sửa lại và đánh số hàng từ 1 đến 9 để khớp với hệ ký hiệu Nhật Bản. Các hàng được đánh số từ trên xuống dưới theo góc nhìn của Tiên. Như vậy, chẳng hạn Rx24/Xx24 nghĩa là "Xe bắt quân ở 24". Các quân phong cấp được ký hiệu bằng cách thêm dấu cộng + vào trước ký hiệu quân ban đầu (ví dụ +Rx24/+Xx24). Việc phong cấp quân cờ cũng được ký hiệu bằng dấu cộng + thêm vào sau cùng nước đi (ví dụ S-21+/B-21+), trong khi đó việc không phong cấp khi có cơ hội phong cấp được ký hiệu bằng dấu bằng = (ví dụ S-21=/B-21=). Trong trường hợp hai hay nhiều quân cùng loại có thể cùng đến 1 ô, sẽ chỉ rõ bằng cách thêm ô xuất phát vào trước ký hiệu cách di chuyển (ví dụ N65-53+/M(65)-53+ có nghĩa là "Mã từ 65 đi đến 53, phong cấp", để phân biệt với N45-53+/M(45)-53+).
Hệ ký hiệu Nhật Bản sử dụng ký tự tiếng Nhật để ký hiệu quân cờ, thể hiện sự phong cấp và dùng chữ số Hán tự thay cho chữ số Ả Rập để đánh số hàng. Thường không có ký hiệu cách di chuyển, ngoại trừ thả quân (tuy nhiên nếu thả quân là nước đi duy nhất của loại quân đó đến ô chỉ định thì ký hiệu này cũng không cần thiết). Trường hợp hai hay nhiều quân cùng loại có thể cùng đến 1 ô, cách phân biệt cũng khá khác so với hệ ký hiệu phương Tây. Chẳng hạn:
| Ký hiệu phương Tây | Ký hiệu Việt Nam | Ký hiệu Nhật Bản |
| ------------------ | ---------------- | ---------------- |
| Rx24               | Xx24             | ２四飛           |
| +Rx24              | +Xx24            | ２四龍／２四竜   |
| S-21+              | B-21+            | ２一銀成         |
| S-21=              | B-21=            | ２一銀不成       |
| N65-53+            | M(65)-53+        | ５三桂左成       |

Thông thường trên các trang web, sách báo, v.v... về shogi, kết quả trận đấu được ký hiệu bằng vòng tròn màu trắng (○) đối với ván thắng và vòng tròn màu đen (●) đối với ván thua, mặc dù điều này không quy định trong hệ thống ký hiệu ghi chép ván cờ.

## Chiến lược và chiến thuật
| 9  | 8  | 7  | 6  | 5  | 4  | 3  | 2  | 1  |    |
| 香 | 桂 |    |    |    |    | 金 | 桂 | 王 | 一 |
|    | 飛 |    |    |    |    | 金 | 銀 | 香 | 二 |
| 歩 |    | 歩 | 歩 | 銀 | 歩 | 角 | 歩 | 歩 | 三 |
|    | 歩 |    |    | 歩 |    | 歩 |    |    | 四 |
|    |    |    |    |    |    |    |    |    | 五 |
|    |    | 歩 | 歩 |    | 歩 | 歩 | 歩 | 歩 | 六 |
| 歩 | 歩 |    | 銀 | 歩 | 金 |    | 銀 |    | 七 |
|    | 角 |    | 飛 |    |    | 金 | 玉 |    | 八 |
| 香 | 桂 |    |    |    |    |    | 桂 | 香 | 九 |

Mặc dù là bộ môn gần giống với cờ vua, shogi có cây trò chơi (game tree) phức tạp hơn nhiều vì những yếu tố như luật thả quân, số quân lớn hơn và bàn cờ nhiều ô hơn. Trung bình một ván shogi có 140 nước đi (tương đương 70 nước theo cách đếm của cờ vua - đếm nước đi của cả 2 bên là 1 nước), trong khi trung bình một ván cờ vua chỉ có khoảng 80 nước đi (40 nước theo cách đếm của cờ vua).
Dẫu vậy, tương tự cờ vua, một ván shogi có thể chia thành khai cuộc, trung cuộc và tàn cuộc, mỗi giai đoạn cần có chiến lược và chiến thuật khác nhau. Khai cuộc bao gồm xây dựng cấu trúc phòng thủ, thông thường là thành, và bố trí lực lượng tấn công; trung cuộc là giai đoạn vừa tấn công để phá cấu trúc phòng thủ của đối phương, vừa phòng thủ cấu trúc của mình; tàn cuộc là giai đoạn khi cấu trúc phòng thủ của một hoặc cả hai bên bị phá vỡ, thường là cuộc đua xem ai chiếu hết đối phương trước.
Trong hình bên, Tiên chọn khai cuộc Chấn Phi Xa (cụ thể là Tứ gian Phi Xa - Xe cột IV), ở đây Xe di chuyển ra khỏi vị trí ban đầu của nó sang cánh trái bàn cờ. Tiên cũng đang sử dụng thành Ngân quán (Vương miện Bạc, Ginkanmuri), đây là cấu trúc thành tạo bởi 1 Bạc và 2 Vàng bảo vệ Vua nằm bên trong. Cái tên Ngân quán là do quân Bạc nằm ngay trên đầu Vua ở ô 27 hệt như một chiếc vương miện. Trong hình, Hậu chọn khai cuộc Cư Phi Xa - giữ nguyên Xe ở vị trí ban đầu. Khai cuộc Cư Phi Xa trong hình là Cư Phi Xa Anaguma, sử dụng thành Anaguma. Đây là chiến thuật thường được sử dụng để chống lại Chấn Phi Xa. Anaguma là loại thành xây bằng cách đưa Vua vào tận trong góc bàn cờ ở ô 11 với Bạc nằm ở 22 để đóng kín lỗ hổng và hai Vàng ở 31 và 32 để gia cố thêm cho cấu trúc thành. Thế cờ này được tạo thành sau 33 nước đi (12 nước theo cách đếm của cờ vua).

## Nghi thức

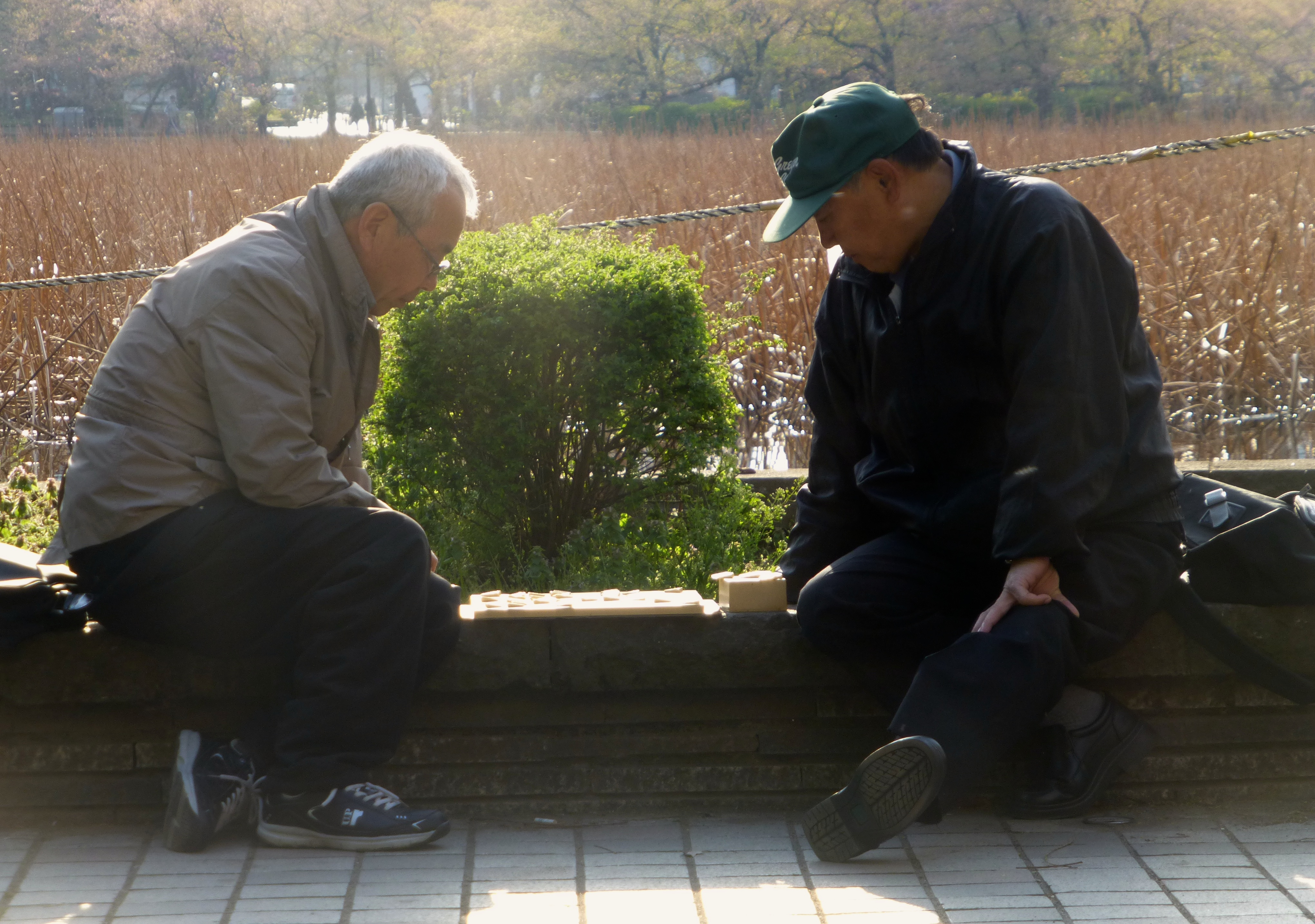
Hai cụ già chơi shogi ở Công viên Ueno, 2014

Là môn cờ mang nặng tính lễ nghi và văn hóa, người chơi shogi cần tuân theo những nghi thức bên cạnh luật chơi đã được mô tả trên đây. Thông thường nghi thức khi chơi shogi bao gồm:
- Cúi chào đối thủ trước và sau ván đấu
- Tránh các hành động ảnh hưởng đến đối phương trong khi ván đấu diễn ra hay sau khi ván đấu kết thúc, ví dụ:
  - Không rút lại nước đi sau khi đã thực hiện trên bàn cờ
  - Khi không muốn chơi tiếp thì không có những hành động gây ảnh hưởng đối phương như ném quân cờ tung tóe lên bàn cờ để tỏ thái độ khó chịu
- Tuyên bố xin thua bằng lời nói

Thông thường các bộ shogi có 2 quân Vua có khắc chữ khác nhau là 王将 (Vương Tướng) và 玉将 (Ngọc Tướng). Người chơi có đẳng cấp, trình độ, địa vị xã hội hoặc tuổi tác cao hơn sẽ cầm quân Vương Tướng. Ví dụ, trong các ván đấu tranh danh hiệu, người đang giữ danh hiệu sẽ cầm quân Vương Tướng.
Người chơi ở địa vị cao hơn ngồi đối diện với cửa ra vào, và là người lấy quân cờ ra khỏi hộp.
Shogi không có luật chạm quân như trong các giải đấu cờ vua hay trong chu shogi. Tuy nhiên trong các ván đấu chuyên nghiệp, nước đi được coi là đã hoàn thành khi quân cờ rời tay. Trong các ván đấu nghiệp dư và cả chuyên nghiệp, có thể chạm bất cứ quân nào để chỉnh quân cờ cho cân với ô nó đang đứng.
Không được phép rút lại nước đi (待った matta) trong các ván đấu chuyên nghiệp. Tuy nhiên trong các ván đấu giải trí nghiệp dư thường cho phép rút lại nước đi.
Các kỳ thủ chuyên nghiệp cũng phải tuân theo một số quy tắc nặng tính lễ nghi, hình thức khác, ví dụ như quy tắc về trang phục hay ngồi ở tư thế chính tọa trong lúc xếp cờ cũng như khi chào nhau trước và sau ván đấu, v.v.

### Xếp cờ
Theo truyền thống, cần phải xếp quân cờ theo thứ tự. Có hai cách xếp được sử dụng là kiểu Ōhashi (大橋流 (Đại Kiều lưu) Ōhashi-ryū) và kiểu Itō (伊藤流 (Y Đằng lưu) Itō-ryū). Thứ tự xếp cờ cụ thể như sau, với các quân Vàng, Bạc, Mã và Thương luôn được xếp từ trái sang phải:
1. Vua
2. Vàng
3. Bạc
4. Mã

Theo kiểu Itō sẽ tiếp tục xếp như sau:
5.  Tốt (từ trái sang phải)
6.  Thương
7.  Tượng
8.  Xe
Theo kiểu Ōhashi sẽ tiếp tục xếp như sau:
5.  Thương
6.  Tượng
7.  Xe
8.  Tốt (bắt đầu từ cột trung tâm, sau đó tỏa dần ra ngoài, luân phiên xếp trái trước phải sau)

### Furigoma (tung quân cờ)
Ở các giải đấu nghiệp dư, người có đẳng/cấp cao hơn hoặc người đang giữ chức vô địch/danh hiệu sẽ thực hiện furigoma. Trong các ván đấu chuyên nghiệp, một người thứ ba, thường là người bấm thời gian hoặc khách mời sẽ thực hiện furigoma thay cho kỳ thủ có đẳng/cấp cao hơn hoặc kỳ thủ giữ danh hiệu. Người này sẽ quỳ bên cạnh kỳ thủ này và tung quân lên một tấm vải lớn trải trên mặt sàn. Trong các ván đấu giải trí nghiệp dư, theo phép lịch sự một bên sẽ đề nghị đối phương thực hiện furigoma, hoặc cũng có thể oẳn tù tì để chọn người thực hiện furigoma.

## Lịch sử
Trang The Chess Variant Pages viết:
Phiên bản đầu tiên của cờ vua là trò chơi chaturanga đã khởi phát từ Ấn Độ từ khoảng thế kỷ VII sau Công nguyên. Từ đó trò chơi này đã du nhập về phương Tây và phương Bắc, và trong quá trình đó sinh ra nhiều biến thể khác nhau. Đi về phương Tây, chaturanga biến thành shatranj ở các nước Ả Rập và biến thành cờ vua ở châu Âu. Đi về phương Bắc, bộ môn này biến thành cờ tướng ở Trung Quốc và janggi ở bán đảo Triều Tiên. Vào khoảng thế kỷ X-XV, bộ môn này đã vượt biển du nhập vào Nhật Bản, ở đây đã sinh ra nhiều biến thể độc đáo và thú vị. Một trong số đó được gọi là "shogi nhỏ" (sho shogi). Cuối cùng sho shogi sau rất nhiều thay đổi đã trở nên phổ biến hơn các biến thể còn lại, tên gọi chỉ còn lại là "shogi". Một điều chắc chắn rằng shogi với luật chơi như ngày nay đã có ở Nhật Bản từ thế kỷ XVI.

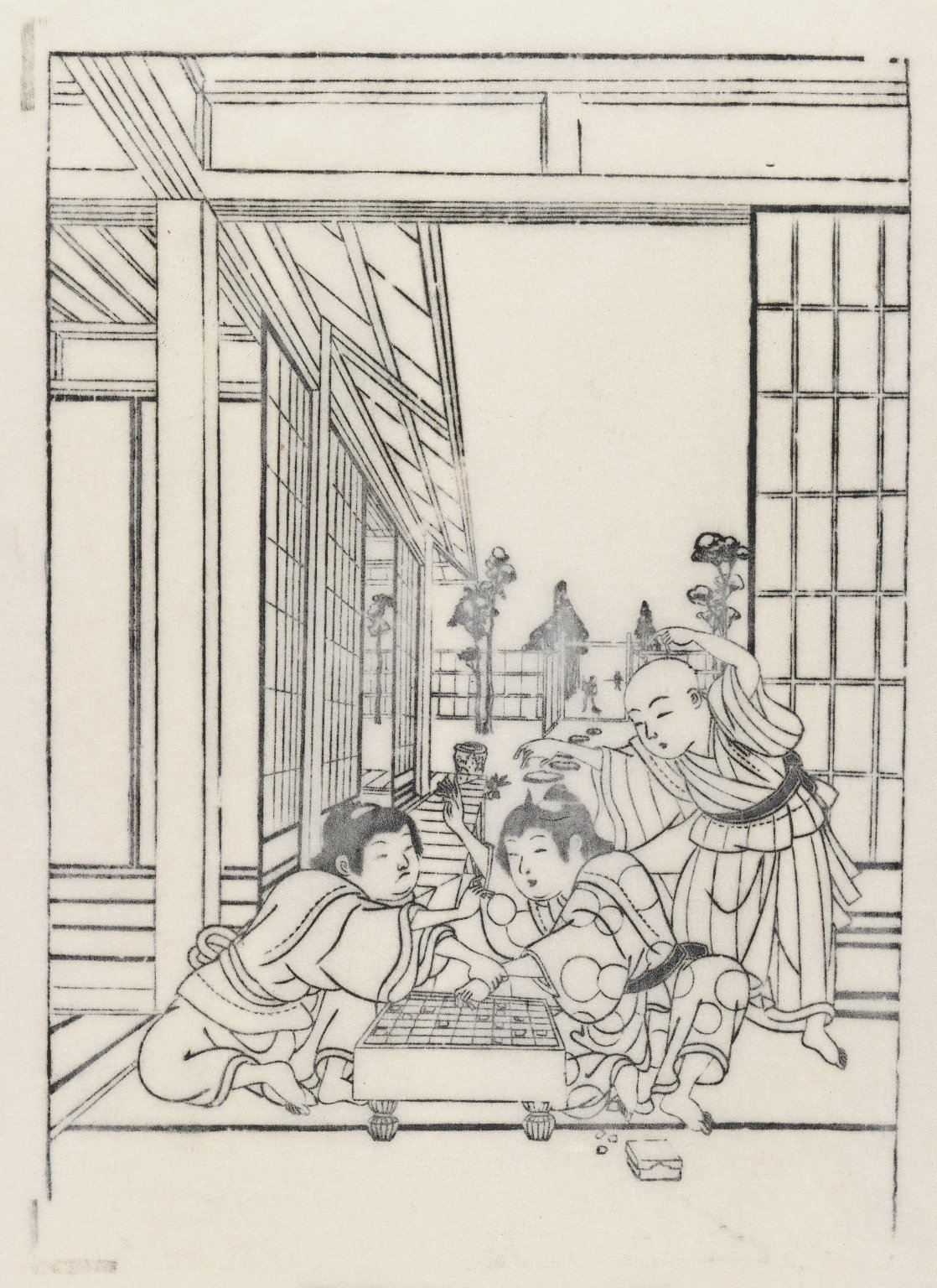
Tranh vẽ trẻ em chơi shogi (thế kỷ XVIII)

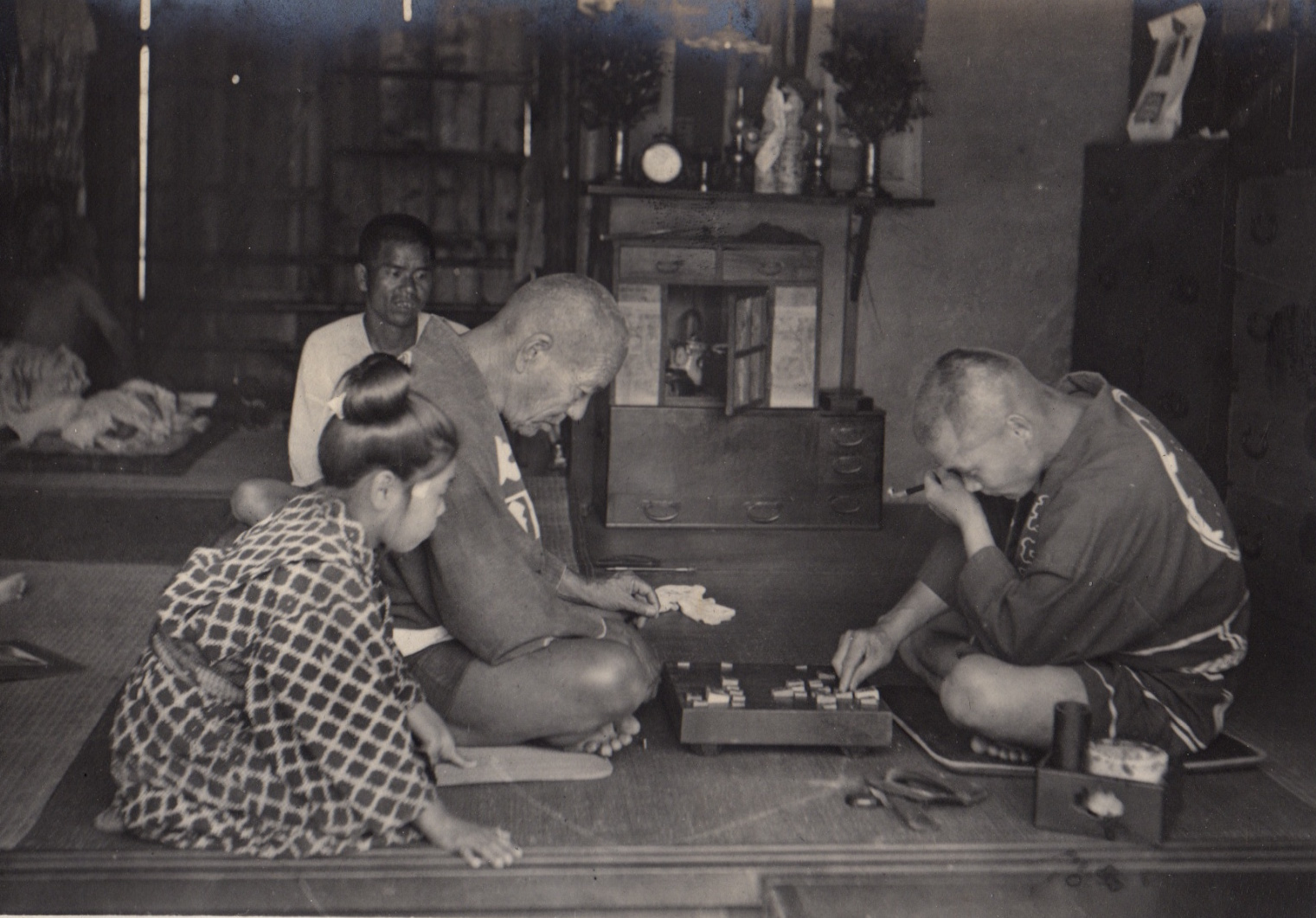
Chơi shogi trong nhà ở Nhật Bản (khoảng 1916–1918)

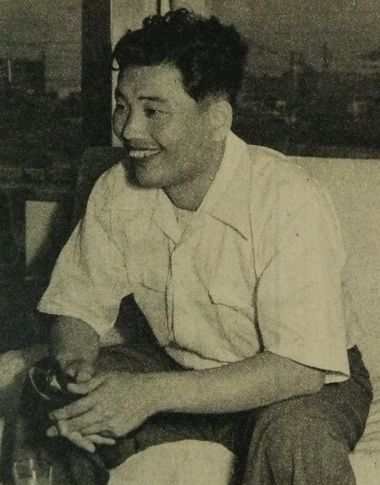
Kỳ thủ Masuda Kōzō (升田幸三) Bát đẳng, ảnh chụp năm 1952

Không rõ môn cờ du nhập vào Nhật Bản vào thời điểm nào. Shogi được cho là được nhắc đến lần đầu tiên trong lịch sử ở cuốn Tân Viên Nhạc Ký (新猿楽記 shinsarugakuki) của tác giả Akihira Fujiwara (1058–1064). Di tích khảo cổ cổ nhất tìm thấy được về shogi là 16 quân cờ shogi tìm thấy trong lòng đất Chùa Hưng Phúc ở tỉnh Nara. Do những di tích này liên quan trực tiếp đến một tấm bảng gỗ khắc vào năm Thiên Hỷ thứ 6 (1058), có lẽ những quân cờ này được chế tác trong khoảng đó. Những quân cờ này được chế tác đơn giản bằng cách cắt tấm bảng gỗ ra thành hình ngũ giác như các quân cờ hiện đại, và viết tên quân cờ lên mặt quân.
Cuốn bách khoa thư Nhị Trung Lịch (二中歴 Nichūreki) (khoảng 1210-1221) tổng hợp dựa trên hai cuốn Chưởng Trung Lịch (掌中歴 Shōchūreki) và Hoài Trung Lịch (懐中歴 Kaichūreki) mô tả hai biến thể shogi là "dai shogi" (大将棋, "shogi lớn") và "sho shogi" (小将棋, "shogi nhỏ"). Những biến thể này ngày nay được gọi là Heian shogi (平安将棋) và Heian dai shogi (平安大将棋). Shogi hiện đại hình thành dựa trên Heian shogi, tuy nhiên cuốn Nhị Trung Lịch cũng viết rằng một bên sẽ thắng ván cờ nếu bên kia chỉ còn lại Vua, có thể là dấu hiệu cho thấy biến thể này chưa có nước thả quân. Theo Shimizu Kōji - Giám đốc Nghiên cứu tại Viện Khảo cổ học Kashihara, tỉnh Nara, tên các quân cờ trong Heian shogi giữ các quân cơ bản của chaturanga (tướng, voi, ngựa, xe và tốt/lính) và thêm vào 5 bảo vật của Phật giáo (ngọc, vàng, bạc, "quế" (liên hương) và hương).
Biến thể dai shogi (大将棋, "shogi lớn", khác với Heian dai shogi ở trên) hình thành vào khoảng thế kỷ XIII với số quân tăng lên nhiều so với Heian shogi. Cùng thời gian đó xuất hiện biến thể sho shogi, bổ sung thêm quân Xe, Tượng và Túy tượng từ dai shogi vào Heian shogi. Quân Túy tượng (酔象, "voi say") đi được 1 ô theo mọi hướng trừ đi lùi thẳng, phong cấp thành Thái tử (太子), có vai trò như quân Vua thứ hai mà đối phương cần phải bắt cùng với quân Vua để có thể thắng ván cờ. Khoảng thế kỷ XV, luật của dai shogi được đơn giản hóa và trở thành biến thể chu shogi. Biến thể này, giống như tiền thân của nó là dai shogi, có nhiều quân cờ đặc trưng, ví dụ như quân Bôn vương (đi như Hậu cờ vua) và quân Sư tử (đi như Vua nhưng được đi 2 lần trong 1 lượt, có thể ăn quân 2 lần trong 1 lượt, và có những nước đi đặc biệt khác). Chu shogi dần trở nên phổ biến hơn hẳn trong khi dai shogi không còn phổ biến nữa. Chu shogi phổ biến ngang ngửa với sho shogi cho đến khi sho shogi có luật thả quân, dù vậy chu shogi vẫn khá phổ biến đến khoảng sau Thế chiến thứ 2, đặc biệt là ở Kyoto.
Người ta cho rằng luật shogi hiện đại đã được hoàn thiện ở thế kỷ 16 khi loại bỏ quân Túy tượng ra khỏi sho shogi. Tuy nhiên không tài liệu nào ghi lại thời điểm luật thả quân được đưa vào shogi.
Trong thời kỳ Edo sinh ra nhiều biến thể shogi như tenjiku shogi, dai dai shogi, maka dai dai shogi, tai shogi, và taikyoku shogi. Tuy nhiên người ta cho rằng những biến thể này chỉ được chơi trong phạm vi rất hẹp. Mạc phủ Tokugawa khuyến khích phát triển cả hai bộ môn cờ vây và shogi hiện đại. Vào năm 1612, triều đình Mạc phủ thông qua đạo luật tài trợ cho các kỳ thủ shogi hàng đầu như các Danh Nhân. Vào thời Tướng quân thứ 8 Tokugawa Yoshimune, các giải đấu shogi trong thành được tổ chức hằng năm vào ngày 17 tháng 10 âm lịch, theo đó hiện nay ngày 17 tháng 11 theo lịch Gregorian được chọn làm Ngày Shogi.
Danh hiệu Danh Nhân tại thời điểm đó mang tính cha truyền con nối trong hai gia tộc Ōhashi và Itō cho đến khi Mạc phủ sụp đổ. Sau đó danh hiệu này được trao trên cơ sở tiến cử. Hiện nay, danh hiệu Danh Nhân được trao cho người giành chiến thắng loạt tranh ngôi Danh Nhân Chiến, đây cũng là trận đấu tranh danh hiệu đầu tiên của shogi hiện đại. Từ khoảng năm 1899, các tờ báo lớn bắt đầu xuất bản kỳ phổ các trân đấu shogi chuyên nghiệp, đồng thời các kỳ thủ đẳng cấp cao bắt đầu liên kết với nhau thành tổ chức để xuất bản các ván đấu của họ trên các báo. Tổ chức Hội Shogi (将棋同盟社 (Tướng kỳ Đồng minh Xã)) được thành lập vào năm 1909, sau đó Liên đoàn Shogi Tokyo (東京将棋連盟 (Đông Kinh Tướng kỳ Liên minh)) được thành lập vào năm 1924. Hai tổ chức này là tiền thân của Liên đoàn Shogi Nhật Bản (日本将棋連盟 (Nhật Bản Tướng kỳ Liên minh)), và tổ chức này lấy năm 1924 làm năm thành lập.
Vào năm 1935, Sekine Kinjirō Danh Nhân thoái vị để danh hiệu Danh Nhân được trao tặng thông qua thi đấu - giải đấu Danh Nhân Chiến (名人戦). Kimura Yoshio (木村義雄 (Mộc Thôn Nghĩa Hùng)) là kỳ thủ đầu tiên giành danh hiệu Danh Nhân qua hệ thống này vào năm 1937. Điều này đã khởi nguồn cho các giải đấu shogi tranh danh hiệu sau này. Sau Thế chiến thứ 2, một số giải đấu khác được nâng lên thành giải tranh danh hiệu, và đến năm 2017 với sự hình thành danh hiệu Duệ Vương, tổng cộng hiện tại có 8 danh hiệu trong hệ thống shogi chuyên nghiệp Nhật Bản. Hiện tại có khoảng gần 200 kỳ thủ chuyên nghiệp đang hoạt động và thi đấu. Mỗi năm, kỳ thủ giữ danh hiệu sẽ phòng thủ danh hiệu trước người thách đấu (khiêu chiến giả) được chọn ra qua giải đấu của danh hiệu đó, theo thể thức vòng tròn hoặc loại trực tiếp.
Sau Thế chiến thứ 2, chính quyền của quân Đồng minh chiếm đóng Nhật Bản (Tổng Tư lệnh tối cao của lực lượng Đồng minh, SCAP) cố gắng loại bỏ các yếu tố "phong kiến" khỏi xã hội Nhật Bản, trong danh sách những yếu tố có thể bị loại bỏ có bao gồm shogi cùng với Võ sĩ đạo và những yếu tố văn hóa khác. Lý do cấm shogi được SCAP đưa ra do luật thả quân có thể ngầm chỉ việc lạm dụng tù nhân chiến tranh. Tuy nhiên Masuda Kōzō Bát đẳng, đương thời là một trong những kỳ thủ shogi hàng đầu, khi bị SCAP thẩm vấn đã chỉ trích góc nhìn này về shogi, cho rằng không phải shogi mà chính cờ vua mới là môn có thể ngầm chỉ việc lạm dụng tù nhân, bởi lẽ trong cờ vua quân đối phương bị bắt xem như bị "giết", trong khi shogi có phần nhân đạo và dân chủ hơn khi cho các "tù nhân" có cơ hội quay trở lại ván cờ. Masuda cũng cho rằng cờ vua đi ngược lại lý tưởng bình đẳng giới của xã hội châu Âu, bởi vì quân Vua dùng quân Hậu để che chắn và chạy trốn. Lập luận này của Masuda được cho là đã giúp cho shogi không bị cấm sau đó.

## Các giải đấu

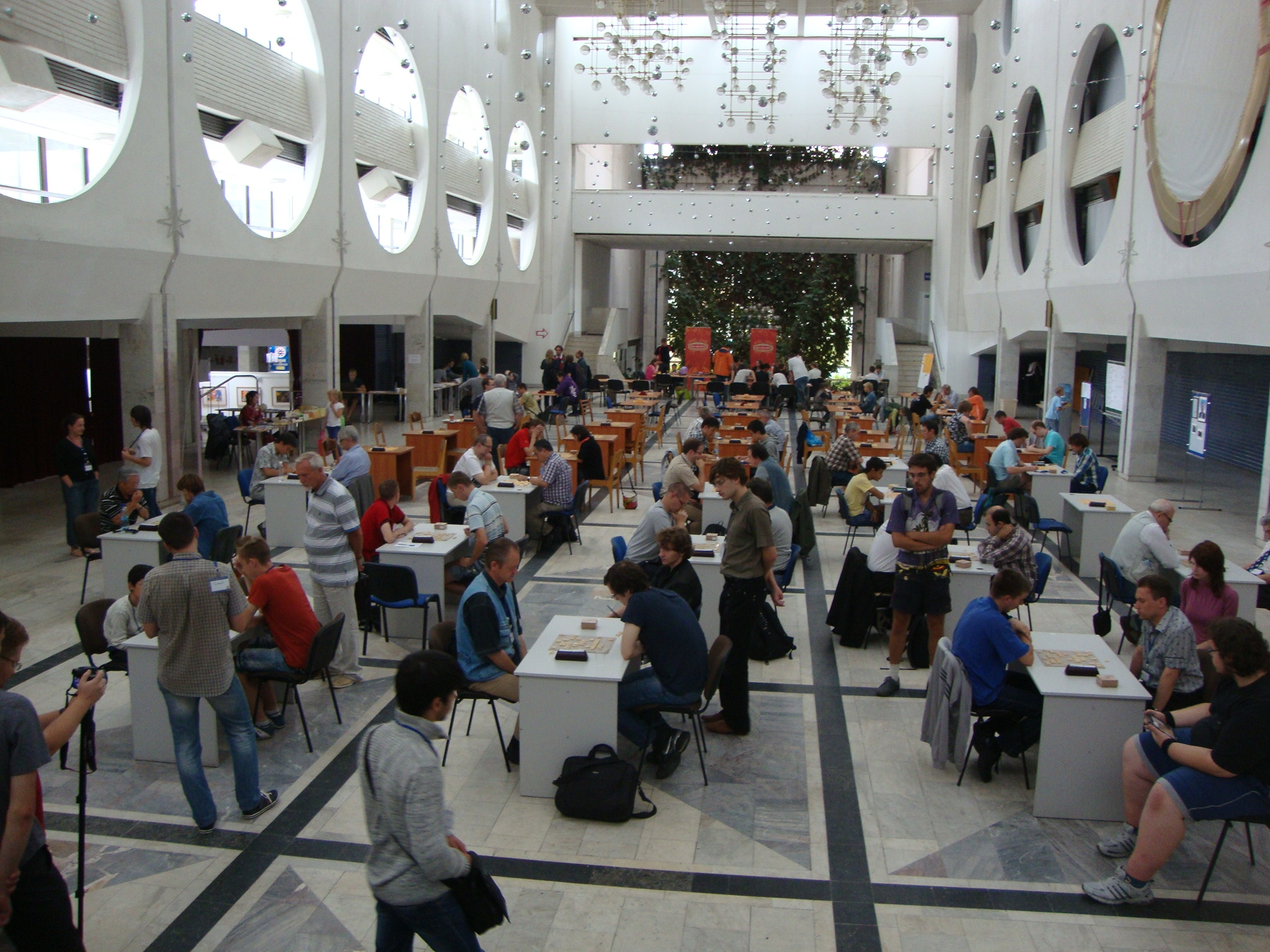
Giải Vô địch Shogi Quốc tế Mở rộng năm 2013 tại Minsk

Liên đoàn Shogi Nhật Bản là tổ chức lớn nhất điều hành các giải đấu shogi chuyên nghiệp cũng như quản lý các kỳ thủ chuyên nghiệp tại Nhật Bản. Các kỳ thủ chuyên nghiệp hàng đầu nhận được thu nhập cao từ tiền thưởng của các giải đấu. Trong năm 2022, các kỳ thủ có thu nhập cao nhất gồm có Fujii Sōta Long Vương (122,05 triệu yên) và Watanabe Akira Danh Nhân (70,63 triệu yên).
Có hai loại kỳ thủ chuyên nghiệp được Liên đoàn công nhận: kỳ thủ chuyên nghiệp/kỳ sĩ (棋士 kishi) và kỳ thủ chuyên nghiệp nữ/Nữ Lưu kỳ sĩ (女流棋士 joryū kishi). Đẳng/cấp của hai hệ thống này không tương đương mà chênh lệch nhau khá nhiều, và tiêu chí thăng đẳng/cấp cũng không giống nhau. Mặc dù hệ thống kỳ thủ chuyên nghiệp mở rộng cho cả hai giới nam và nữ, trong lịch sử chưa từng có kỳ thủ nữ nào đủ khả năng trở thành kỳ thủ chuyên nghiệp. Do đó, hệ thống Nữ Lưu kỳ sĩ được Liên đoàn thành lập từ năm 2006 dành riêng cho các kỳ thủ nữ (tương tự hệ thống danh hiệu dành cho nữ trong cờ vua). Thành tích cao nhất mà một kỳ thủ nữ đạt được là Tam đẳng chuyên nghiệp tại Trường Đào tạo Kỳ thủ. Đến nay mới chỉ có Satomi Kana Nữ lưu Ngũ quán, Nishiyama Tomoka Nữ lưu Tam quán và Naka Nanami Tam đẳng là những kỳ thủ nữ đạt được thành tích này.
Vào năm 2007, một nhóm Nữ Lưu kỳ sĩ đã tách khỏi Liên đoàn và thành lập Hiệp hội Shogi chuyên nghiệp nữ Nhật Bản (日本女子プロ将棋協会 (Nhật Bản nữ tử "pro" tướng kỳ hiệp hội) nihon joshi puro shōgi kyōkai, LPSA). Tổ chức này cùng với Nữ Lưu kỳ sĩ hội (tổ chức con của Liên đoàn) quản lý các Nữ Lưu kỳ sĩ cũng như tổ chức các giải đấu Nữ Lưu. Hai tổ chức cũng đã đi đến thỏa thuận hợp tác để quảng bá bộ môn này thông qua các giải đấu và các sự kiện khác.
Liên đoàn Shogi Nhật Bản là tổ chức duy nhất có quyền tổ chức các giải đấu chuyên nghiệp, có thể kể đến tám giải đấu tranh danh hiệu (Bát đại danh hiệu) và các giải đấu chuyên nghiệp khác. Vào năm 1996, Habu Yoshiharu trở thành người đầu tiên đạt được thành tích Thất quán - giữ cùng lúc 7 danh hiệu lớn của shogi Nhật Bản. Sau khi thành lập danh hiệu thứ tám (Duệ Vương) vào năm 2017, Fujii Sōta là kỳ thủ thứ hai đạt được thành tích Thất quán vào năm 2023 sau khi đánh bại Watanabe Akira để giành danh hiệu Danh Nhân. Fujii cũng đã trở thành kỳ thủ đầu tiên đạt thành tích Bát quán - độc chiếm cùng lúc 8 danh hiệu lớn, sau khi giành danh hiệu Vương Toạ từ tay Nagase Takuya tại Vương Toạ Chiến kỳ 71 (2023).
Liên đoàn Shogi Nhật Bản cùng với Hiệp hội Shogi chuyên nghiệp nữ Nhật Bản đều tổ chức các giải đấu Nữ Lưu (chung và riêng). Hệ thống Nữ Lưu cũng có 8 danh hiệu lớn, các giải đấu nghiệp dư có thể do chính Liên đoàn hay Hiệp hội chuyên nghiệp nữ tổ chức, hoặc do các CLB, các tờ báo địa phương, các công ty, cơ sở giáo dục hoặc chính quyền địa phương tổ chức dưới sự hướng dẫn của Liên đoàn và Hiệp hội.
Từ những năm 1990, shogi bắt đầu phát triển ra ngoài biên giới Nhật Bản, đặc biệt là tại Trung Quốc, châu Âu, Nam Mỹ và Đông Nam Á. Những khu vực này cũng đã hình thành những tổ chức shogi cho riêng mình, nổi bật nhất là Liên đoàn Shogi châu Âu (FESA).

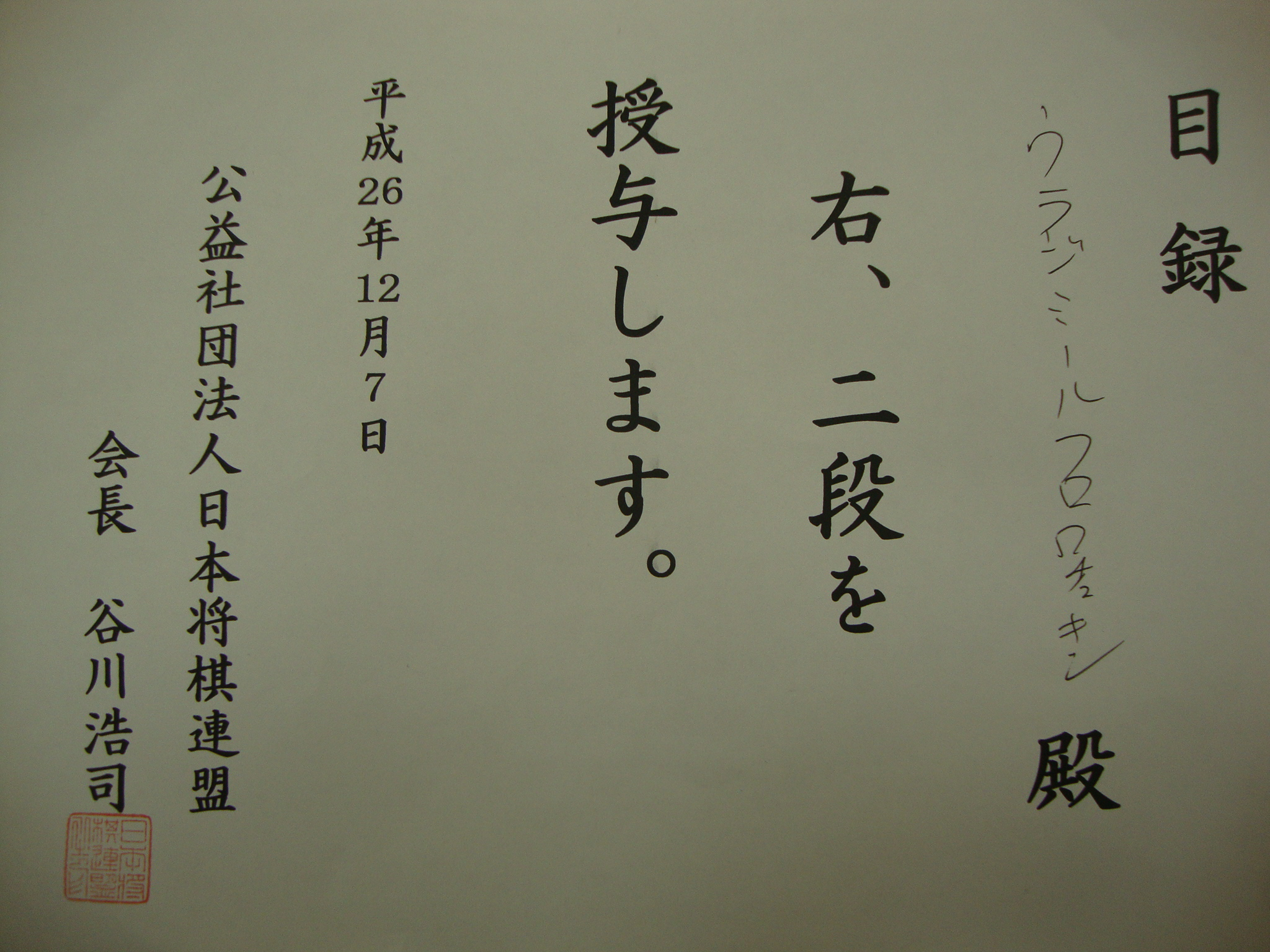
Giấy chứng nhận Nhị đẳng nghiệp dư

## Shogi máy tính
Trong các biến thể cờ phổ biến, shogi là bộ môn phức tạp nhất. Từ những năm 1970, máy tính bắt đầu phát triển vượt bậc về khả năng chơi shogi. Vào năm 2007, Habu Yoshiharu ước tính rằng kỳ lực của Bonanza, phần mềm shogi vô địch shogi máy tính thế giới năm 2006, ngang với Nhị đẳng chuyên nghiệp tại Trường đào tạo.
Trước đây, Liên đoàn từng hạn chế không cho các kỳ thủ chuyên nghiệp thi đấu với máy tính trước công chúng khi chưa được cho phép, với lý do quảng bá môn shogi và để kiếm tiền từ các sự kiện thi đấu giữa người - máy tính.
Vào ngày 12 tháng 10 năm 2010, sau khoảng 35 năm phát triển, lần đầu tiên máy tính đã đánh bại con người - Shimizu Ichiyo Nữ lưu Lục đẳng đã thất bại trước phần mềm Akara2010 trong một ván đấu kéo dài khoảng 6 tiếng đồng hồ.
Vào ngày 24 tháng 7 năm 2011, các phần mềm máy tính Bonanza và Akara đã lần lượt đánh bại một đội gồm hai kỳ thủ nghiệp dư trong 2 ván đấu. Thời gian suy nghĩ cho hai kỳ thủ nghiệp dư là 1 tiếng (đồng hồ cờ vua) + 3 phút mỗi nước đi sau khi hết giờ, trong khi thời gian cho máy tính là 25 phút (đồng hồ cờ vua) + 10 giây mỗi nước đi sau khi hết giờ.
Vào ngày 20 tháng 4 năm 2013, phần mềm GPS Shogi đã đánh bại Miura Hiroyuki Bát đẳng trong một ván đấu kéo dài 102 nước đi trong vòng hơn 8 tiếng đồng hồ.
Vào ngày 13 tháng 12 năm 2015, tài khoản có hệ số Elo cao nhất trên trang shogi trực tuyến Shogi Club 24 là phần mềm máy tính Ponanza với Elo là 3455.
Vào ngày 10 tháng 4 năm 2016, phần mềm Ponanza đã đánh bại Yamasaki Takayuki Bát đẳng trong vòng 85 nước. Yamasaki Bát đẳng đã sử dụng tới 7 giờ 9 phút suy nghĩ.
Vào tháng 10 năm 2017, công ty DeepMind tuyên bố rằng phần mềm AlphaZero do công ty này phát triển, sau  9 tiếng luyện tập đã đánh bại phần mềm elmo sau loạt 100 ván đấu, trong đó thắng 90 ván, thua 8 ván và hòa 2 ván.
Trên góc nhìn về độ phức tạp tính toán, nhìn chung shogi là bài toán EXPTIME-complete.

## Văn hóa
Habu Yoshiharu Cửu đẳng cho rằng ở Nhật Bản shogi không chỉ được xem là một trò chơi giải trí hay một môn thể thao trí tuệ, mà là một môn nghệ thuật - một phần của văn hóa truyền thống Nhật Bản cùng với thơ haiku, thơ tanka, kịch nō, nghệ thuật cắm hoa ikebana và trà đạo. Shogi đạt đến địa vị này nhờ hệ thống iemoto do triều đình Mạc phủ thiết lập.
Thành phố Tendō thuộc tỉnh Yamagata là nơi có làng nghề truyền thống sản xuất quân và bàn cờ shogi, là nơi cung cấp quân và bàn cờ shogi chất lượng cao đi khắp Nhật Bản. Ở đây có lễ hội cờ người (人間将棋 (nhân gian tướng kỳ) ningen shōgi) được tổ chức vào tháng 4 nàng năm.
Chữ Mã 馬 (ký hiệu quân Tượng rồng/Long mã) ngược (左馬, hidari uma) thường xuất hiện trên các mặt hàng lưu niệm (như tượng quân cờ khổng lồ để trang trí, móc khóa, bùa may mắn và các vật phẩm khác) bán tại thành phố Tendō, Yamagata như là một biểu tượng may mắn. Có nhiều giả thuyết về nguồn gốc của biểu tượng này. Giả thuyết phổ biến nhất là uma (うま) đọc ngược lại sẽ là まう mau (舞う), nghĩa là nhảy múa, và hình tượng ngựa nhảy múa trong văn hóa Nhật Bản được cho là mang lại may mắn.

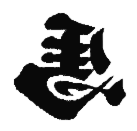
Biểu tượng chữ Mã 馬 ngược (左馬 hidari uma)
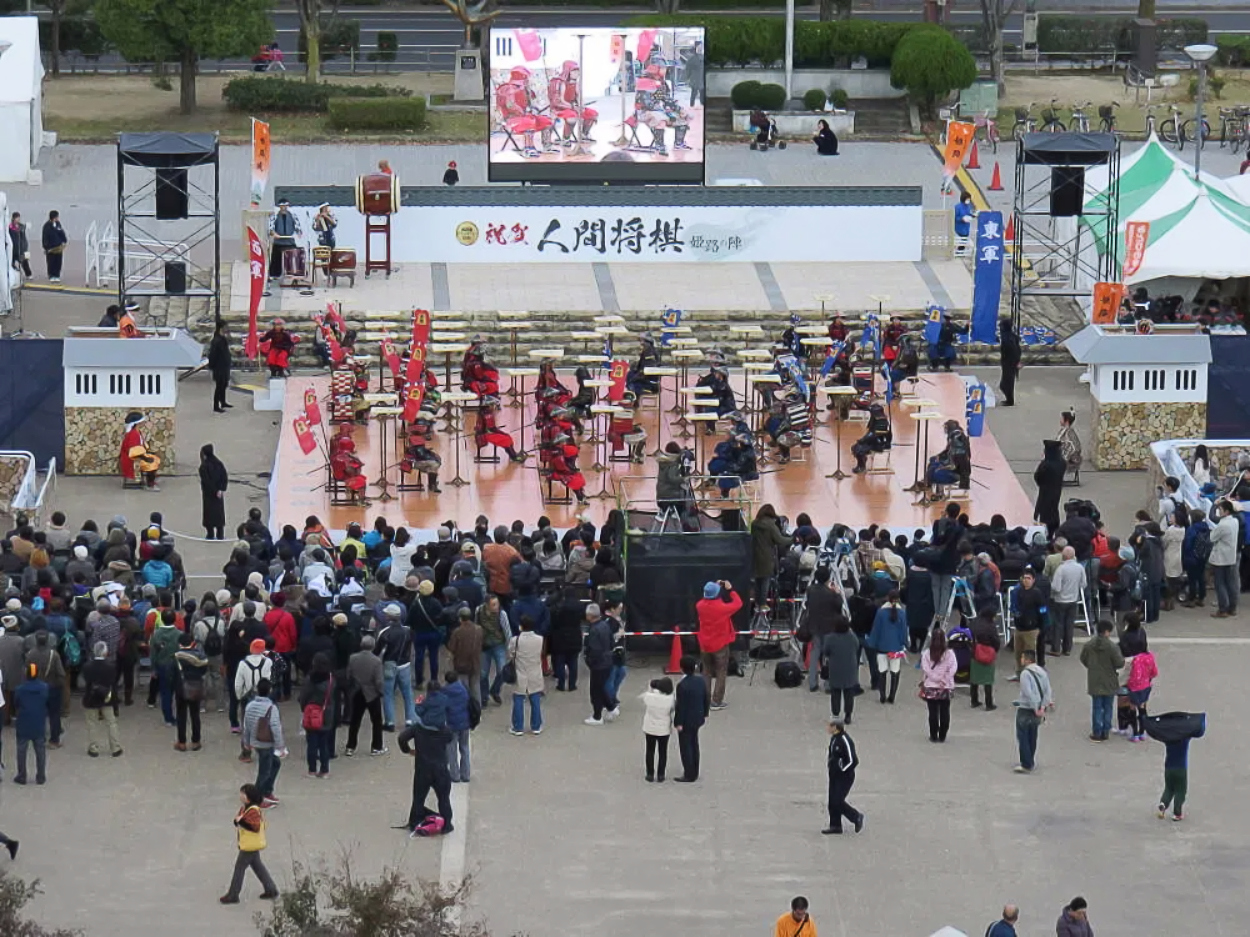
Lễ hội cờ người được tổ chức tại thành phố Himeji (2015)
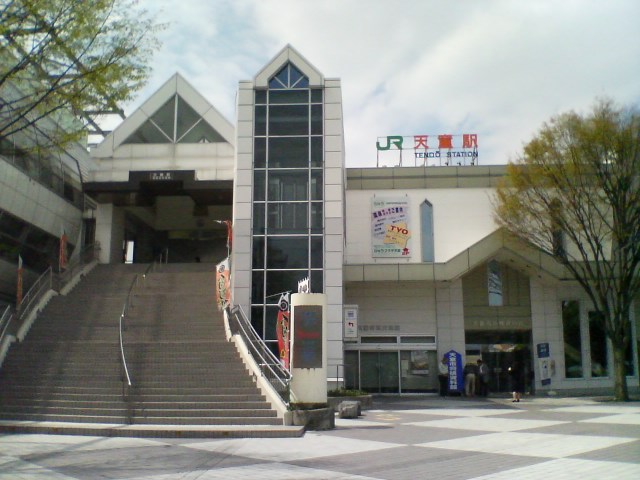
Bảo tàng Shogi Tendō (phải) bên cạnh Ga Tendō (trên)

### Trong văn hóa đại chúng
Trong loạt manga và anime Naruto, shogi đóng vai trò quan trọng trong quá trình phát triển nhân vật Nara Shikamaru. Cậu thường chơi cờ với thầy của cậu là Sarutobi Asuma, lần nào cũng đánh thắng thầy. Asuma hy sinh trong 1 trận chiến với Hidan và Kakuzu của Akatsuki. Trước khi nhắm mắt Asuma đã nói với Shikamaru những lời cuối cùng khiến cậu nhớ mãi: "Tất cả ninja đều giống như những quân cờ, hi sinh để bảo vệ Vua. Và quân Vua chính là những đứa trẻ - thế hệ mai sau của Làng Lá."
Shogi đóng vai trò quan trọng trong cốt truyện của các loạt manga - anime Quân Vua của Shion, Sư tử tháng 3, loạt light novel - anime Công việc của Long Vương, cũng như loạt manga - phim truyền hình 81diver.
Trong loạt manga - anime Durarara!!, nhân vật môi giới tin tức Orihara Izaya chơi một môn cờ nhập cả cờ vua, cờ vây và shogi trên cùng một bàn cờ, biểu trưng cho những cuộc ẩu đả ở Ikebukuro.
Trong loạt manga - anime Soredemo Ayumu wa Yosetekuru, học sinh năm 2 Trung học Phổ thông Yaotome Urushi là chủ tịch CLB shogi của trường cô, tuy nhiên CLB này không được công nhận do không có đủ thành viên - thành viên duy nhất ngoài cô là chàng học sinh năm nhất Tanaka Ayumu.